# Cuzco
El Cuzco, oficial y legalmente Cusco (castellano [ˈkus.ko̞]; en quechua cusqueño: Qusqu o Qosqo [ˈqo̝s.qɔ]), es una ciudad del sureste del Perú ubicada en la vertiente oriental de la cordillera de los Andes, en la cuenca del río Huatanay, afluente del Vilcanota. Es la capital del departamento del Cuzco y, además, según está declarado en la Constitución peruana, es la «capital histórica» del país.
La ciudad, según el INEI, es la séptima más poblada de Perú, y albergaba, en 2017, una población de 437 538 habitantes.
Fue capital del antiguo Imperio inca y una de las ciudades más importantes del virreinato del Perú (funcionó como su última sede de gobierno desde diciembre de 1821 hasta la victoria independentista en 1824). Durante la época virreinal, bajo la soberanía de la Corona española, se construyeron diversas iglesias, universidades, palacios y plazas barrocas y neoclásicas. Estas construcciones son los atractivos que hacen que la ciudad sea el principal destino turístico del país. Fue declarada Monumento Histórico Nacional en 1972 y Patrimonio de la Humanidad en 1983 por la Unesco. Suele ser denominada, debido a la gran cantidad de monumentos que posee, la «Roma de América».

## Toponimia

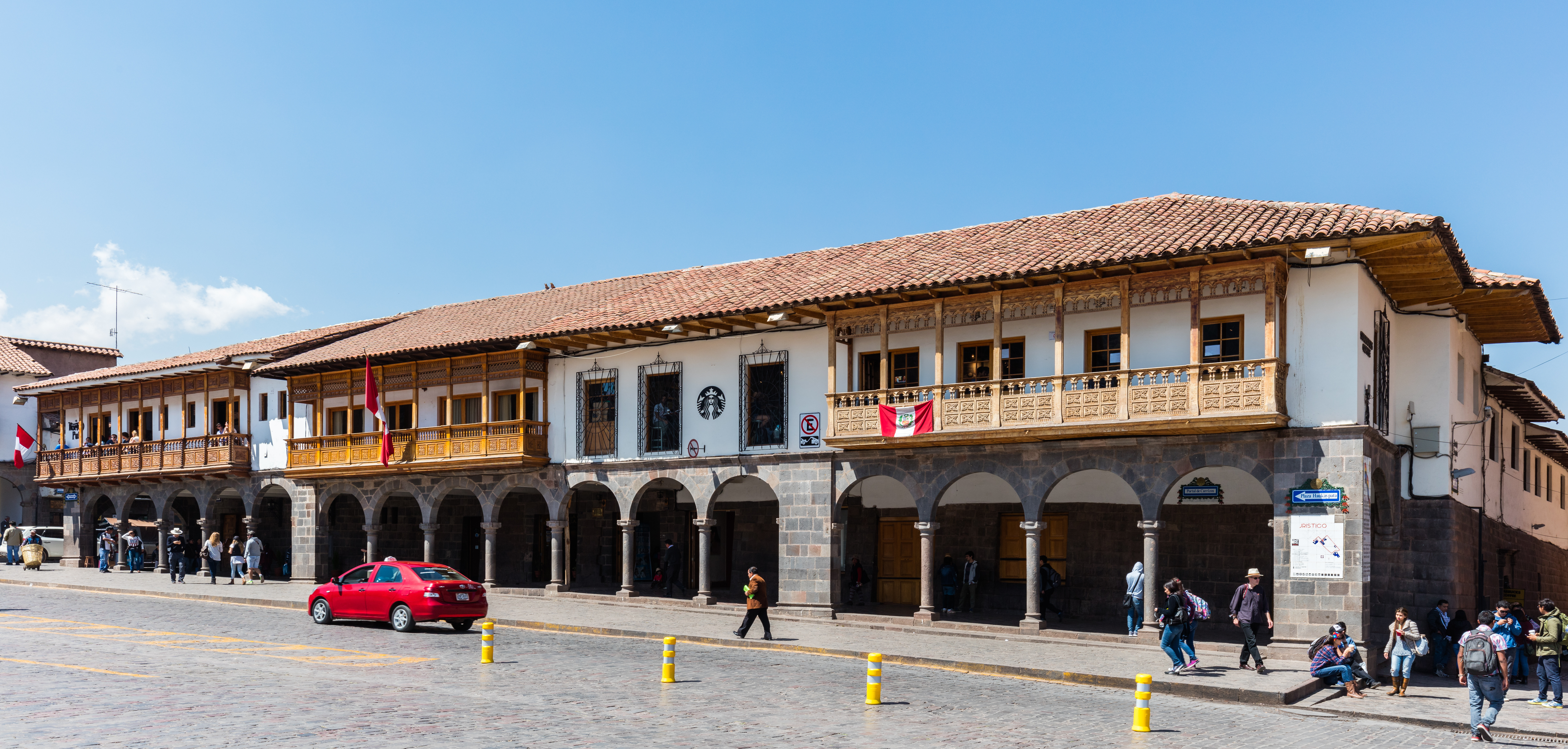
Portal de carrizos en la plaza de Armas

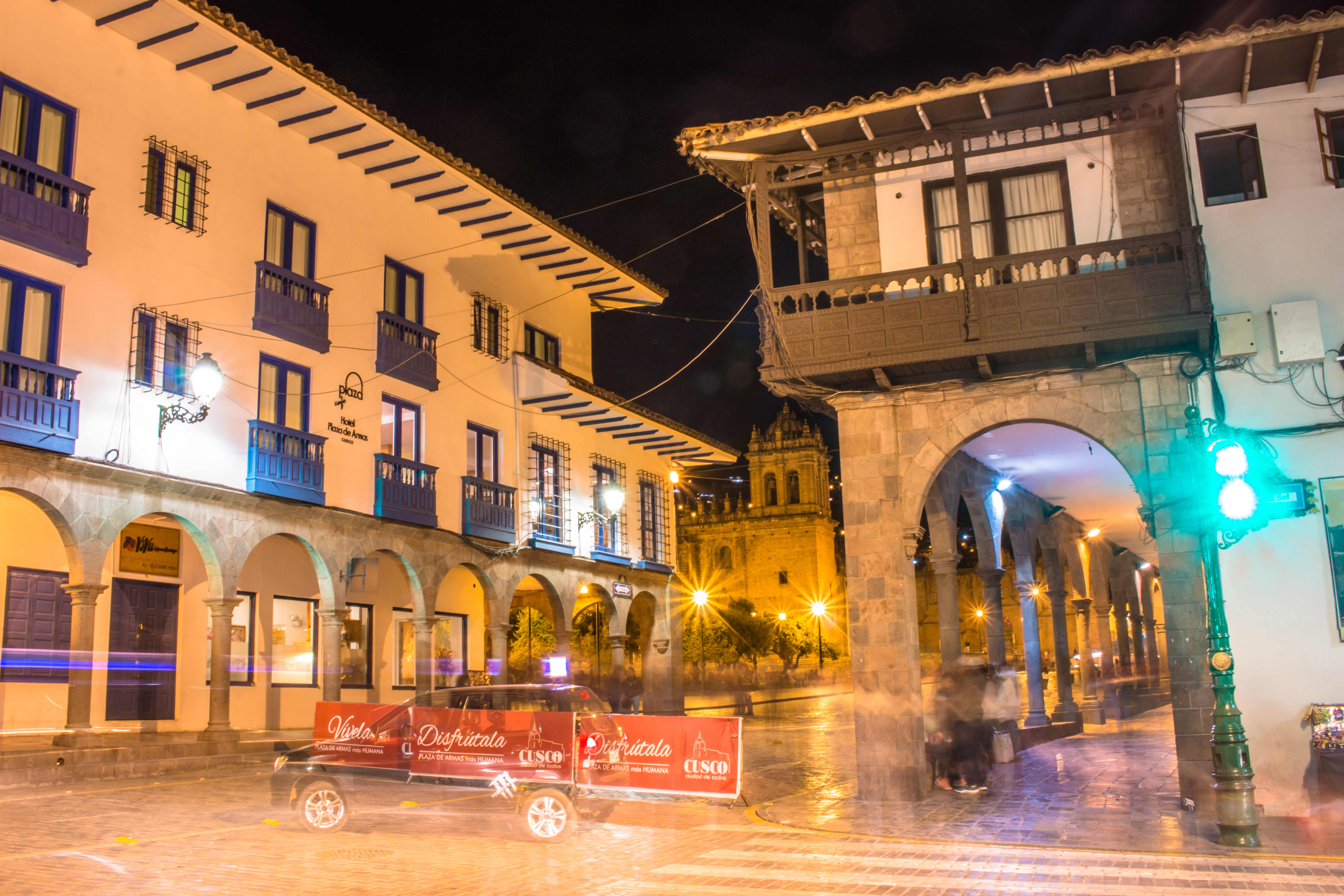
Iluminación nocturna de la ciudad

### Etimología
La forma original del topónimo, tal fue encontrado en quechua cuzqueño de la época de la conquista del Imperio inca, debe haber sido, como en el quechua cuzqueño actual, /qusqu/ ['qos.qɔ]. Se estima que el topónimo tuvo un origen aimaraico, de la frase qusqu wanka ('peñón de la lechuza') a partir de la leyenda de los hermanos Ayar, donde Ayar Auca ocupa el sitio del Cuzco volando con sus propias alas para posarse sobre un peñón de la zona y convertirse en una marca de ocupación litificada: 

"¡Ve allá volando (porque dicen le habían nacido unas alas), y sentándote allí toma posesión en el mismo asiento donde parece aquel mojón, porque nosotros iremos luego a poblar y vivir". Ayar Auca, oídas las palabras de su hermano, levantose sobre sus alas y fue al dicho lugar que Manco Capac le mandaba, y sentándose allí se convirtió en piedra y quedó hecho mojón de posesión, que en la lengua antigua de este valle se llama cozco, de donde le quedó el nombre del Cuzco al tal sitio hasta hoy
Juan Díez de Betanzos

Betanzos cita cómo el nombre Cuzco, registrado por él como <Cozco>, era el nombre antiguo de la ciudad y que su significado ya se había perdido en el tiempo:

“...al cual pueblo [de hasta treinta casas pequeñas pajizas y ruines] llamaban los moradores de él, desde su antigüedad, Cozco, y lo que quiere decir este nombre Cozco no lo saben declarar, más que ansí se nombraba antiguamente”.

Una etimología diferente fue propuesta por el Inca Garcilaso de la Vega, quien afirma que:

Pusieron por punto o centro [del Tahuantinsuyu] la ciudad del Cozco, que en la lengua particular de los Incas quiere dezir ombligo de la tierra: llamáronla con buena semejança ombligo, porque todo el Perú es largo y angosto como un cuerpo humano, y aquella ciudad está casi en medio
Comentarios Reales de los Incas, Libro II, Cap. XI

Sin embargo, no existe ningún registro entre los diccionarios tempranos quechuas o aimaras de un término para 'ombligo' semejante al nombre de la ciudad. Esta ausencia de documentación corroborativa ha llevado a los filólogos contemporáneos a descartar la etimología ofrecida por el Inca. Si bien la etimología exacta de este nombre de lugar aún está en disputa, por lo general se acepta que el topónimo no es de origen quechua y se considera la hipótesis aimarista como la más probable. A pesar de lo anterior, la versión garcilasiana se ha mitificado en el folclore de la región, ha pasado a formar parte de la tradición oral y el discurso turístico, y ha generado que el Ombligo del Mundo sea un epíteto usual en castellano para referir a la ciudad.

### Historia de sus formas escritas

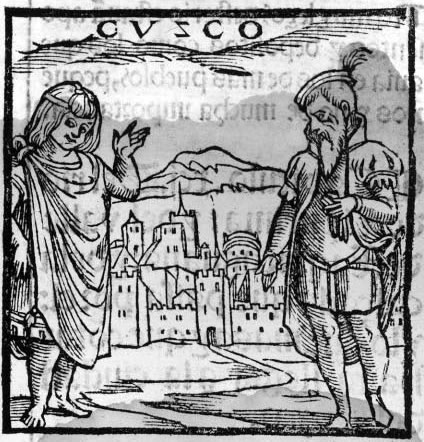
La primera imagen del Cuzco en Europa en 1553. Pedro Cieza de León. Crónica del Perú.

La forma original en el español del topónimo es ⟨Cuzco⟩, que corresponde a la forma en que los conquistadores entendieron ['qos.qɔ], entendiendo la uvular oclusiva [q] como la velar castellana /k/ (representado con la letra ⟨c⟩), [o] como /u/ castellana (⟨u⟩) y [ɔ] como /o̞/ castellana (⟨o⟩); de la misma manera que escribieron ⟨México⟩ ['me.ʃi.ko]. La escritura con zeta ⟨z⟩ de Cuzco corresponde plenamente al estado de las sibilantes, tanto en castellano como en quechua cuzqueño de la época antigua, y a una sólida ortografía castellana para el mismo periodo, de tal forma que se escribía con ⟨z⟩ porque se pronunciaba [s] y no con el sonido apical [ş] que se tiene en español de España el grafema ⟨s⟩: 

estamos aquí, una vez más, ante dos tipos de sibilantes: una dorsal, representada por <ç, c(e, i), z>, y otra, equivalente a la apical española, registrada con <s,ss>. Pues bien, que el dialecto cuzqueño haya tenido dos sibilantes es algo que no sorprende ni menos escandaliza a quien conozca las variedades centrales y norteñas de la lengua. [...] De manera que, así como la variedad jaujina distingue dos sibilantes: /s/ dorsal y /š/ palatal, así también el cuzqueño del siglo XVII diferenciaba dos de ellas, sólo que, en el presente caso, no es fácil dar con el equivalente de la segunda de las citadas. ¿Habría sido ésta una palatal /š/ como la jaujina? No lo parece, desde el momento en que el mismo Gonçález Holguín se adelanta en advertirnos, en las páginas iniciales de su obra, que en la variedad cuzqueña “no ay vso” de la letra <X> (“Al lector”, op. cit), y, como se sabe, esta grafía representaba por entonces a la sibilante palatal [š]. Por consiguiente, descartando dicha posibilidad, no es aventurado sostener que la naturaleza de la articulación de la segunda sibilante cuzqueña debió estar muy próxima a la de la apical castellana. [...] De todo ello ahora resulta perfectamente comprensible por qué, para registrar el nombre de la capital imperial, se echó mano, no de la <s> sino de la <z>, pues entonces, como ahora mismo, el topónimo se pronunciaba [qosqo] y no [qoşqo].
Rodolfo Cerrón-Palomino.

Los primeros cronistas apuntaron el nombre de la ciudad casi invariablemente como <Cuzco> o <Cozco>, que en la ortografía española del siglo XVI, en pleno proceso de reajuste de las consonantes sibilantes, mejor se aproximaba al sonido de Qusqu [ˈqo̝s.qo]. Así, podemos encontrar Cuzco en las Reales Cédulas de Carlos I, en las crónicas de Francisco de Jerez (1534), en distintos documentos de la Gaceta de Madrid y en los mapas del siglo XIX (desde 1815) y XX (hasta por lo menos 1976). De esta forma, la lectura exacta pasa a los demás idiomas europeos, perdurando hasta ahora como la forma más usada fuera del Perú. La grafía <Cusco>, sin embargo, sí es consignada en varios documentos coloniales para su lectura pública, aunque es muy poco común entre los textos cultos. Puede encontrarse en los mapas que ilustran los anexos Perú en los mapas históricos y ciudad de Pisco en los mapas históricos de los siglos XVII, XVIII y XIX hasta 1814, adicionalmente al mapa de 1597 que ilustra este artículo (en latín).
La forma gráfica de <Cuzco> se mantuvo como predominante hasta el siglo XX. A inicios del siglo XX, intelectuales locales y limeños, muchos de ellos influidos por el indigenismo, como Rafael Larco Herrera, Luis Eduardo Valcárcel, Horacio Urteaga y Carlos Alberto Romero escribieron textos importantes con la grafía <Cusco> para su lectura exacta. En la misma ciudad del Cuzco, por propuesta del Instituto Americano de Arte, con apoyo de la Academia Mayor de la Lengua Quechua, el 12 de marzo de 1971 la Municipalidad emitió una ordenanza donde cambió la forma oficial del ayuntamiento de <Cuzco> a <Cusco>, proscribiendo la forma española. Desde entonces, la escritura <Cusco> se halla generalizada en Perú y suele ser tenida como la más válida justamente por la mayor parte de la población de la ciudad, pese a que algunos filólogos e investigadores como el lingüista Rodolfo Cerrón-Palomino la consideran apócrifa. En 1986, el ministro de Educación de turno, por petición formal del burgomaestre cuzqueño, promulgó una resolución ministerial oficializando esta grafía de <Cusco> a nivel del gobierno central para su lectura exacta. Este cambio produjo que en los textos oficiales de educación pública se prefiriera la nueva escritura que la versión española.
Al recoger la ortografía quechua contemporánea, que incluye la letra q para la consonante oclusiva uvular sorda, el 23 de junio de 1990, el Consejo Municipal del Cusco aprobó un nuevo dispositivo, el acuerdo municipal n.° 078, por el cual se dispuso: "Instituir el uso del nombre <Qosqo>, en sustitución del vocablo <Cusco>, en todos los documentos del Gobierno Municipal del Cusco".[cita requerida] De ese modo, se pretendía escribir en castellano el topónimo tal como este es escrito en la ortografía moderna quechua (en su versión pentavocálica). Este uso nunca se generalizó, aunque pervive hasta hoy.

### Otros nombres indígenas
Tanto Guamán Poma como el mercedario fray Martín de Murúa recogen un nombre que habría sido anterior al de Cuzco y que escriben en ambos casos como «Acamama». Leído desde el quechua, este topónimo ha sido interpretado como aqha mama ('madre de la chicha'), por ejemplo por José de la Riva-Agüero y Osma y el diccionario de la Academia Mayor de la Lengua Quechua. En tiempo más reciente, se ha propuesto una filiación puquina. En ese sentido Rodolfo Cerrón-Palomino postula la forma subyacente puquina *aka pana o *aqa pana, identificable en el término <acapana> definido por el Arte y vocabulario quechua de 1586 como '«remolino de aire y nieve, o celaje o arreboles»'.
Por otra parte, el franciscano José Francisco María Ráez registra nombres quechuas modernos alternativos para esta ciudad en su contribución al Vocabulario políglota incaico de 1905, todos relacionados con pupu 'ombligo': junto a Cuzco, se usaría también <Pupo> (en ortografía moderna: pupu) en el quechua huanca, y <Cuzco-pupu> o <Pupute> en el quechua ayacuchano. No está claro si en esa época estos eran usados para referir a la ciudad, o solo se trata de una anotación guiada por la hoy descartada etimología del Inca Garcilaso. Los quechuas ayacuchano y puneño contemporáneos no han conservado la forma [qosqɔ] (Qusqu), sino que usan la pronunciación [kusku] (escrito <Kusku>), es probable que reingresada a la lengua desde el castellano.

### Epítetos
Son muy usados para referir a la ciudad, en especial en situaciones formales o en lenguaje periodístico, los epítetos de la Ciudad Imperial, el Ombligo del Mundo y la Capital Histórica (del Perú). El primero de ellos es el más usado y comprendido en el ámbito nacional.
La Dirección de Turismo y Comercio Exterior del Cusco en 2008 promocionó la ciudad rescatando el epíteto de la Roma de América, de corte garcilasiano, por alusión a su gran cantidad de patrimonio monumental. Este último epíteto, sin embargo, no es muy utilizado y compite en referente con la cercana ciudad de Juli, que también lo usa.

## Historia

### Fundación y época incaica
Según la leyenda recogida por el Inca Garcilaso de la Vega, Manco Cápac y Mama Ocllo migraron desde el lago Titicaca por consejo de su padre, el dios Sol. Lanzaron una jabalina de oro; allí donde se clavó fundaron un nuevo pueblo. El lugar elegido se llamó Cuzco:

La primera parada que en este valle hicieron, dixo el Inca, fue en el cerro llamado Huanacauti, al mediodia de esta ciudad. Allí procuró hincar en tierra la barra de oro, la qual con mucha facilidad se les hundió al primer golpe que dieron con ella, que no la vieron más. Entónces dixo nuestro Inca a su hermana y muger: En este valle manda nuestro padre el sol que parémos y hagamos nuestro asiento y morada, para cumplir su voluntad, Por tanto, reyna y hermana, conviene que cada uno por su parte vamos a convocar y atraer esta gente para los doctrinar y hacer el bien que nuestro padre el sol nos manda.
Capitulo XVI: Fundación del Cozco ciudad imperial,
 en Comentarios Reales de los Incas, Inca Garcilaso de la Vega

Por datos arqueológicos y antropológicos se ha ido estudiando el verdadero proceso de la ocupación del Cuzco. El consenso apunta a que, debido al colapso del reino de Tiahuanaco se produjo la migración de su pueblo. Este grupo de cerca de 500 hombres se habría establecido en forma paulatina en el valle del río Huatanay, proceso que culminaría con la fundación del Cuzco a orillas del río Saphy. Se desconoce la fecha aproximada, pero gracias a vestigios se acuerda que el emplazamiento donde se ubica la ciudad ya se encontraba habitada hace 3000 años.

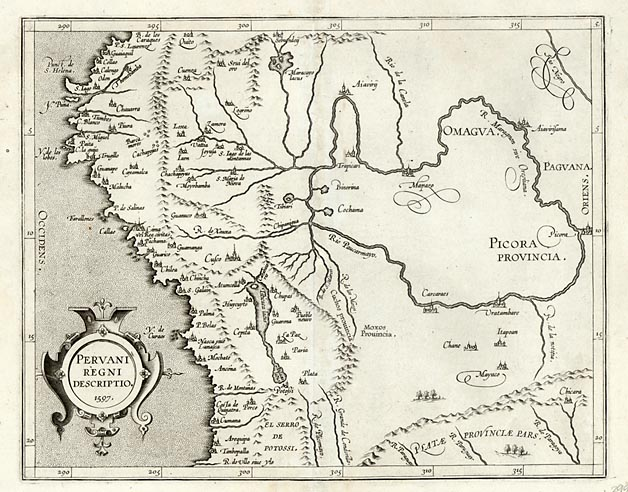
El topónimo con una s larga <Cuſco> en un mapa de 1597 de Cornelius van Wytfliet.

Crónicas antiguas como las del cronista Pedro Sarmiento de Gamboa (1530-1592) afirman la existencia de grupos étnicos en el valle de Cuzco antes del surgimiento del Imperio Inca. Dicho autor menciona a los guallas, los sahuasiray y los antasayas como los pobladores más antiguos; en tanto que los alcavistas, copalimaytas y culunchimas son considerados moradores más recientes. También se sabe que los ayarmacas habitaban la región, los únicos que no fueron doblegados por los incas, convirtiéndose en sus principales rivales en el dominio de la comarca.
Cusco fue la capital y sede de Gobierno del Reino de los Incas y lo siguió siendo al iniciarse la época imperial, se convirtió en la ciudad más importante de los Andes y de América del Sur. Este centralismo le dio auge y se convirtió en el principal foco cultural y eje del culto religioso.

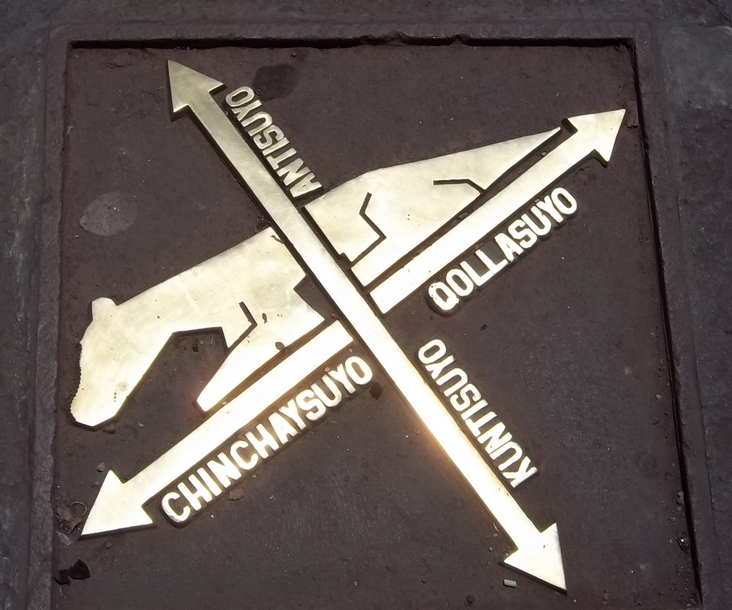
Representación de las cuatro divisiones del Imperio incaico o Tahuantinsuyu, que partían del Cuzco, la ciudad capital con forma de puma.

Se atribuye al gobernante Pachacútec el haber hecho del Cuzco un centro espiritual y político. Pachacútec llegó al poder en 1438, y él y su hijo Túpac Yupanqui dedicaron cinco décadas a la organización y conciliación de los diferentes grupos tribales bajo su dominio, entre ellos los lupacas y los collas. Durante el periodo de Pachacútec y Túpac Yupanqui, el dominio de Cuzco llegó hasta Quito, al norte, y hasta el río Maule, al sur, integrando a su cultura a los habitantes de 4500 km de cadenas montañosas.
También se cree que el diseño original de la ciudad es obra de Pachacútec. El plano del Cuzco antiguo tiene forma de puma delineado, con la plaza central Haucaypata en la posición que ocuparía el pecho del animal. La cabeza del felino estaría ubicada en la colina donde está la fortaleza de Sacsayhuamán.
La ciudad de Cuzco fue diseñada como la sede del poder y su organización interna correspondía a una tradicional división urbana Incaica, se encontraba en un punto central estratégico del imperio, en cuya centralidad convergen los cuatro caminos que unían los suyos.

### Fundación hispánica y época colonial

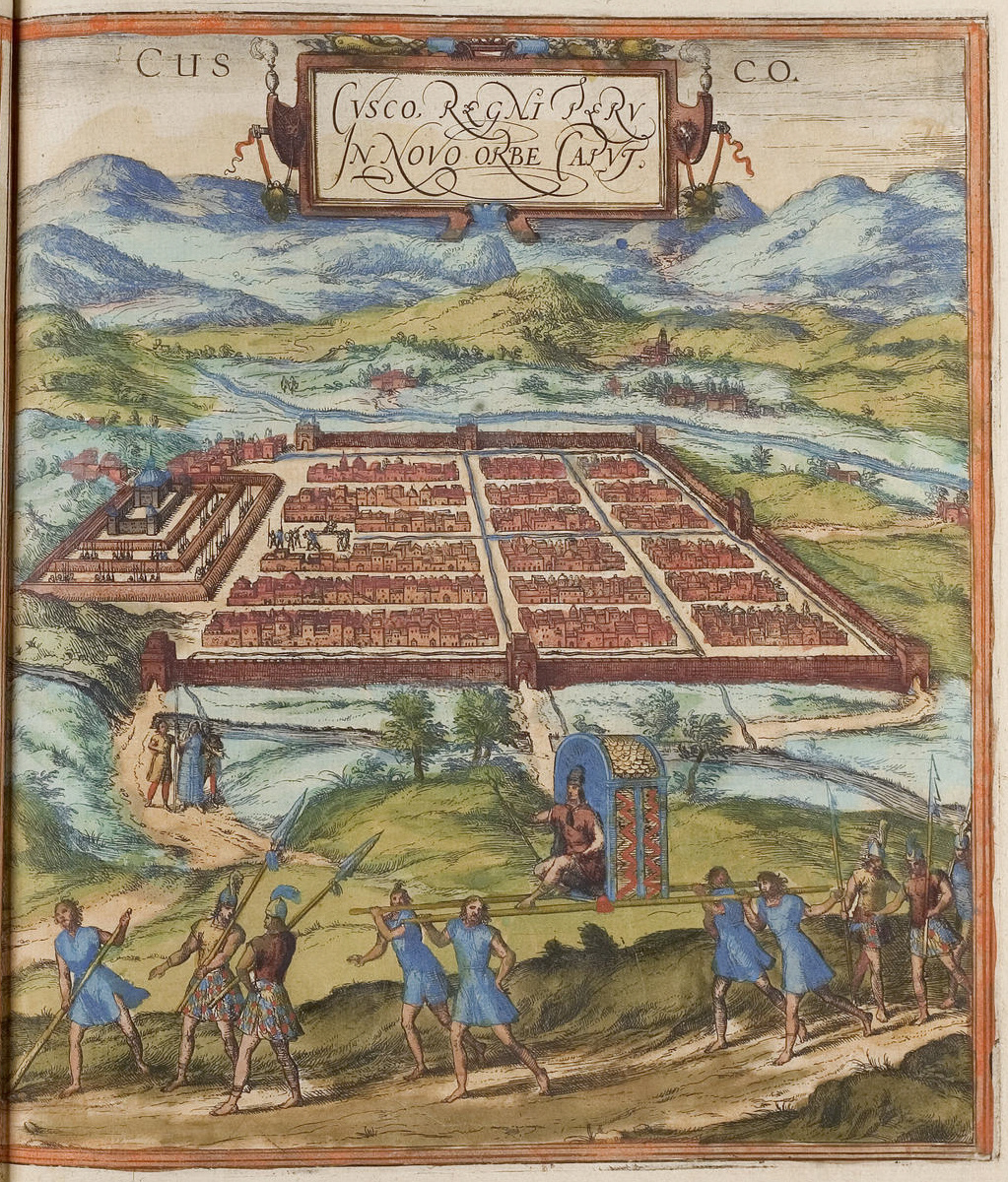
Cuzco en una lámina de Civitates orbis terrarum (segunda mitad del)

Los conquistadores españoles supieron desde su llegada a lo que es hoy territorio peruano, que su meta era tomar la ciudad del Cuzco, capital del imperio.
Tras capturar al inca Atahualpa en Cajamarca, iniciaron su marcha hacia el Cusco. En febrero de 1533 partieron de Cajamarca rumbo al Cusco Hernando de Soto y Pedro del Barco conforme lo señalan Garcilaso y López de Gómara, aunque Pedro Pizarro y Rubén Vargas Ugarte discrepan en la entidad de los emisarios. Esta primera expedición regresó a Cajamarca entre fines de mayo y la primera mitad de junio de 1533 con enormes cargas de oro y plata tal como lo cuenta el cronista Vargas Ugarte. El 11 de agosto de 1533, Francisco Pizarro inició su viaje desde Cajamarca al Cusco acompañado de Túpac Hualpa y, aunque Garcilaso señala que se trata de otro personaje, del guerrero Calcuchimac. En este viaje, Manco Inca se unió a la comitiva de Francisco Pizarro y Diego de Almagro, con su ayuda, derrotó a las huestes de Quisquis que controlaban la ciudad logrando que el 15 de noviembre de 1533 se produjera la toma de los conquistadores de la ciudad. Manco Inca fue coronado como inca y, según la crónica de Rubén Vargas Ugarte, desde el 15 de diciembre de 1533 se produjo la fundición de objetos valiosos por parte de los españoles siendo que el reparto en Cusco fue más cuantioso que el de Cajamarca ascendiendo a 700 113 880 pesos.
El 23 de marzo de 1534, Francisco Pizarro refundó a la usanza española la ciudad del Cuzco, estableciendo como plaza de Armas la ubicación que aún mantiene la ciudad moderna y que era también la plaza principal durante el incanato y que se encontraba rodeada de los palacios de quienes fueron los soberanos incas. En el solar que da al norte se inició la construcción de la catedral. Almagro otorgó a la ciudad la denominación de «la muy noble y gran ciudad del Cuzco». En total fueron ochentiocho los primeros vecinos que se asentaron en la ciudad en su refundación y, para cubrir todas las necesidades de organización se fundó al día siguiente, 24 de marzo de 1534, el cabildo de la ciudad nombrando como los dos alcaldes ordinarios a Beltrán de Castro y Pedro de Candia y ocho regidores. Se estableció que los alcaldes y regidores debían renovarse anualmente. Finalmente, en octubre de ese año se realizó la repartición de los solares entre los conquistadores.

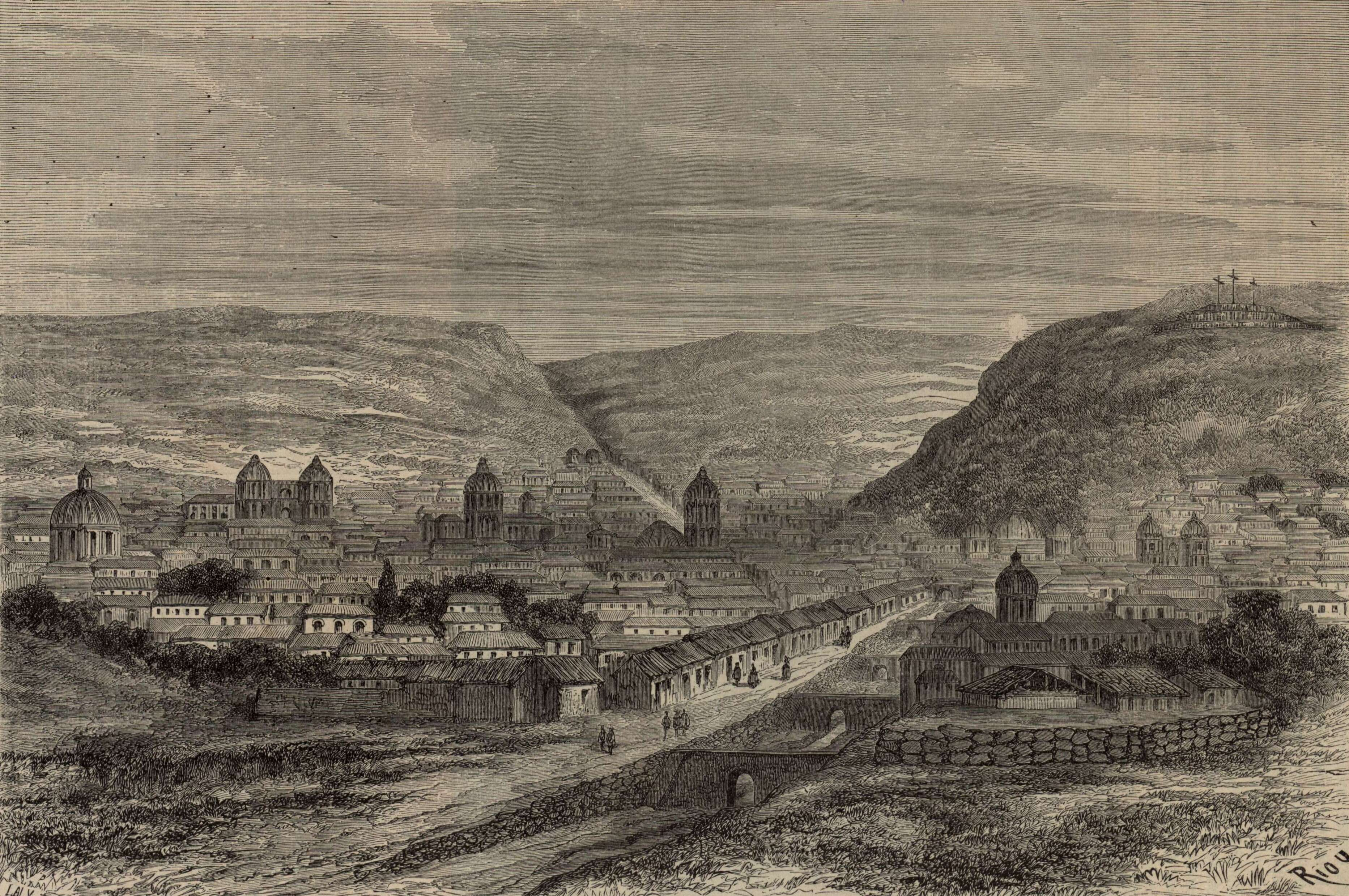
Vista general de la ciudad. Grabado antiguo de hacia 1886.

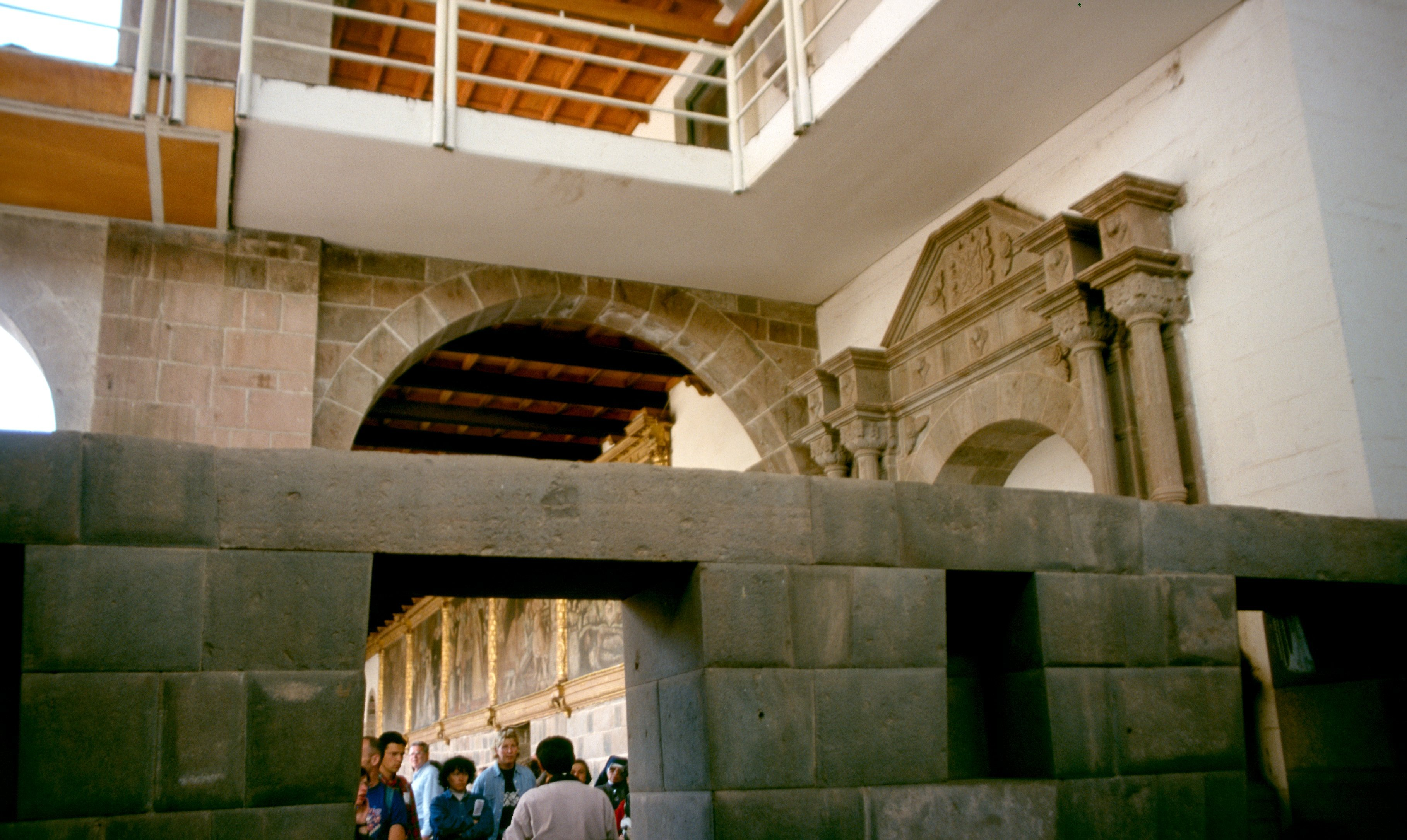
Arquitecturas superpuestas del Coricancha, el convento de Santo Domingo y la época actual.

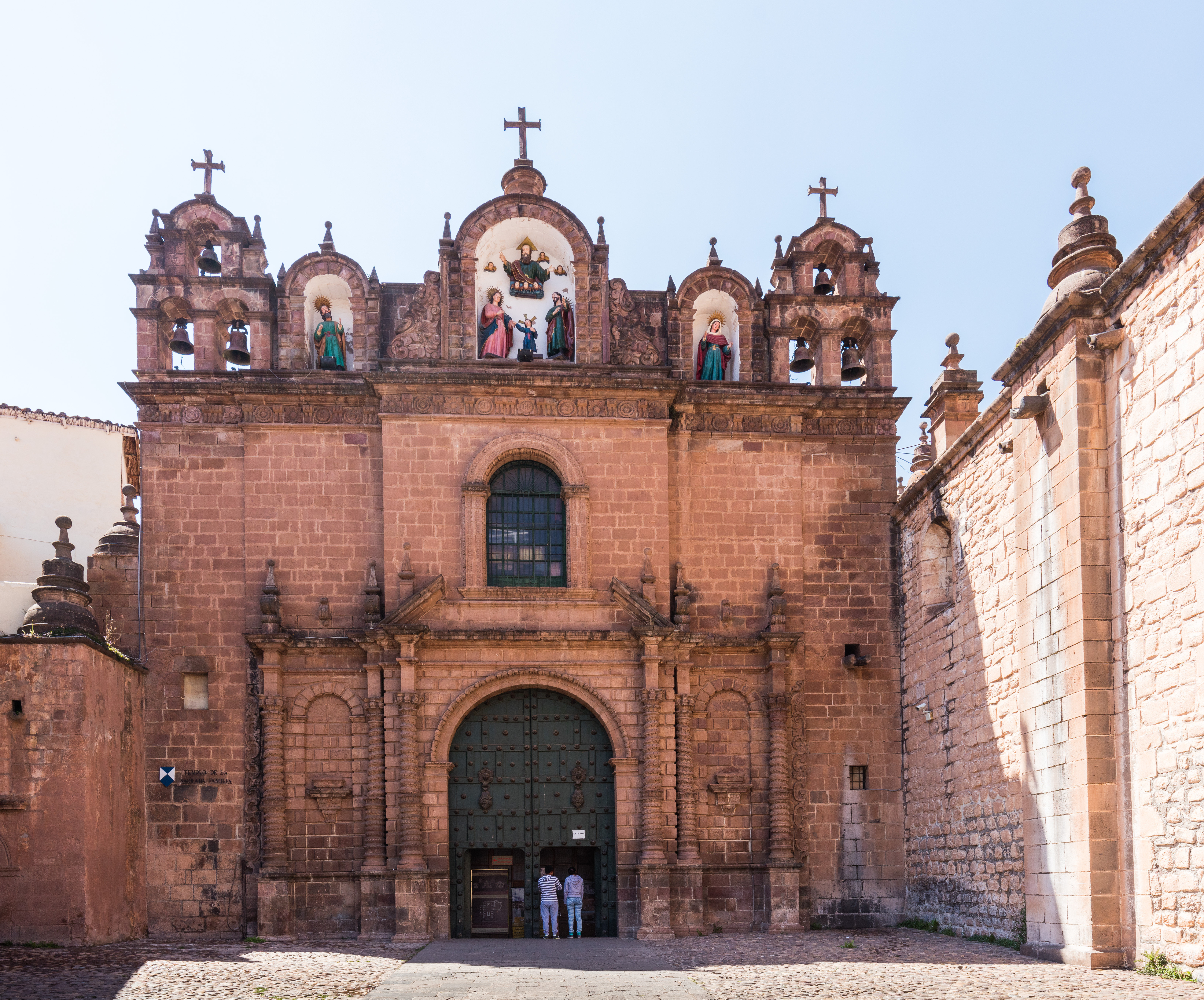
Capilla de la Sagrada Familia, junto a la Catedral. Este edificio perteneció a la Inquisición y delante de él tenían lugar las ejecuciones públicas de los condenados.

Parte de la nobleza del Imperio incaico mantuvo una lucha durante los primeros años del virreinato. En 1536 Manco Inca inició sus enfrentamientos al sitiar Cusco por un año y creó la dinastía de los Incas de Vilcabamba. Esta dinastía encontró su fin en 1572 cuando el último inca Túpac Amaru I fue derrotado, capturado y decapitado.
La ciudad se convirtió en un importante centro comercial y cultural de los Andes centrales, ya que se encontraba en las rutas entre Lima y la zona minera del Alto Perú. Sin embargo, la administración virreinal prefirió la ubicación de Lima (fundada dos años después que Cuzco en 1535) y la cercanía de esta con el puerto natural de lo que sería El Callao para establecer la cabecera de sus dominios en Sudamérica. La ciudad ya es mencionada en el primer mapa conocido sobre el Perú.
El Cusco fue tomado como cabecera de la administración virreinal en el sur del país; en sus inicios, fue la ubicación de más importancia en detrimento de las recientes ciudades fundadas de Arequipa o Moquegua. Su población era de indígenas pertenecientes a la aristocracia incaica a quienes se les respetó algunos de sus fueros y privilegios. También se radicaron un buen número de españoles. En esa época inició el proceso de mestizaje cultural que marca a la ciudad. La ciudad tuvo una importante fabricación textil a niveles preindustriales. Era paso obligado en la ruta comercial que unía la capital del virreinato con la región del Río de la Plata.
Durante la etapa de desarrollo virreinal (siglos XVI y XVII) la ciudad tuvo un gran movimiento de construcción de iglesias destacándose la Catedral (construida entre 1560 y 1664), la Compañía (construida en 1576), la Merced (primera mitad del siglo XVI), San Francisco (entre 1572 y 1662). Se construyeron los hospitales coloniales de San Bartolomé (luego Hospital y Convento de San Juan de Dios) para la atención de españoles y el Hospital de Naturales. En la arquitectura civil destacan el Palacio del Almirante, el Palacio Arzobispal y la Casa de los marqueses de San Lorenzo de Valle Umbroso. En la educación, durante esos años se abrieron los colegios de San Francisco de Borja para la educación de los hijos de los caciques, el colegio de San Bernardo, el Seminario de San Antonio Abad, la Universidad de San Ignacio de Loyola y la Universidad de San Antonio Abad.
El desarrollo urbano se vio interrumpido por varios terremotos que en más de una ocasión destrozaron la ciudad. En 1650 un terremoto violento destruyó casi todos los edificios de la época colonial. Durante este terremoto obtuvo gran importancia la efigie del Señor de los Temblores que aún es sacado cada año en procesión.
Como consecuencia de las reformas borbónicas, en 1780 la ciudad del Cuzco se vio convulsionada por el movimiento iniciado por el cacique José Gabriel Condorcanqui, Túpac Amaru II, que se levantó contra la administración española. Su levantamiento fue sofocado tras varios meses de lucha en los que puso en jaque a las autoridades virreinales apostadas en el Cuzco. Túpac Amaru II fue vencido, tomado prisionero y ejecutado junto a toda su familia en la plaza de Armas del Cuzco. Aún hoy subsiste, al costado de la iglesia de la Compañía de Jesús la capilla que sirvió de prisión al prócer. Este movimiento se expandió rápidamente por todos los Andes y marcó el inicio del proceso emancipador sudamericano. En virtud de esta revolución se estableció la Real Audiencia del Cuzco y se produjo una migración de las principales familias de españoles a las ciudades de Lima y Arequipa temerosos de la reacciones indígenas. Estas migraciones, junto con el decaimiento comercial generado por la creación del Virreinato del Río de la Plata que le quitaron un rol protagónico a la ciudad como punto de paso de viajeros y comerciantes, explican el decaimiento que sufrió la ciudad en el siglo XIX.
En 1814 se produjo un nuevo levantamiento en contra de la administración virreinal. La Rebelión del Cuzco iniciada en 1814 por los hermanos Angulo y el brigadier Mateo Pumacahua, mestizo cuzqueño quien había enfrentado a las fuerzas de Túpac Amaru II, pretendieron iniciar una junta de gobierno en la ciudad para unir el levantamiento con el proceso iniciado en Buenos Aires para lograr la Independencia del Perú. Fue sofocado por el virrey José de Abascal en menos de un año. No obstante esta rebelión, el Cuzco fue el último bastión realista del Perú manteniendo su condición de fidelidad al rey de España hasta 1824 a pesar de que la independencia fuera decretada en 1821. El Cusco se convirtió en la última sede colonial durante el mando del virrey José de la Serna quien ejerció ese cargo desde esta ciudad entre el 31 de diciembre de 1821 hasta diciembre de 1824. Durante esa época, en el Cusco se acantonó el Ejército Real y funcionaron otras instituciones como la Casa de la Moneda y la imprenta.
Solo luego de conocida la derrota en la batalla de Ayacucho, el 22 de diciembre de 1824, el Cabildo del Cusco reconoció la capitulación de Ayacucho y aceptó recibir como nueva autoridad a Agustín Gamarra, cusqueño, quien ejercería el cargo de prefecto. De esa manera se puso fin a la intendencia colonial. El 25 de diciembre de 1824, las tropas patriotas ingresaron a la ciudad bajo el mando de Gamarra quien recibió el mando político de parte del último gobernador intendente Antonio María Álvarez y preparó la recepción de Simón Bolívar quien llegaría al Cusco en 1825.

### Época republicana

#### ElsigloXIX

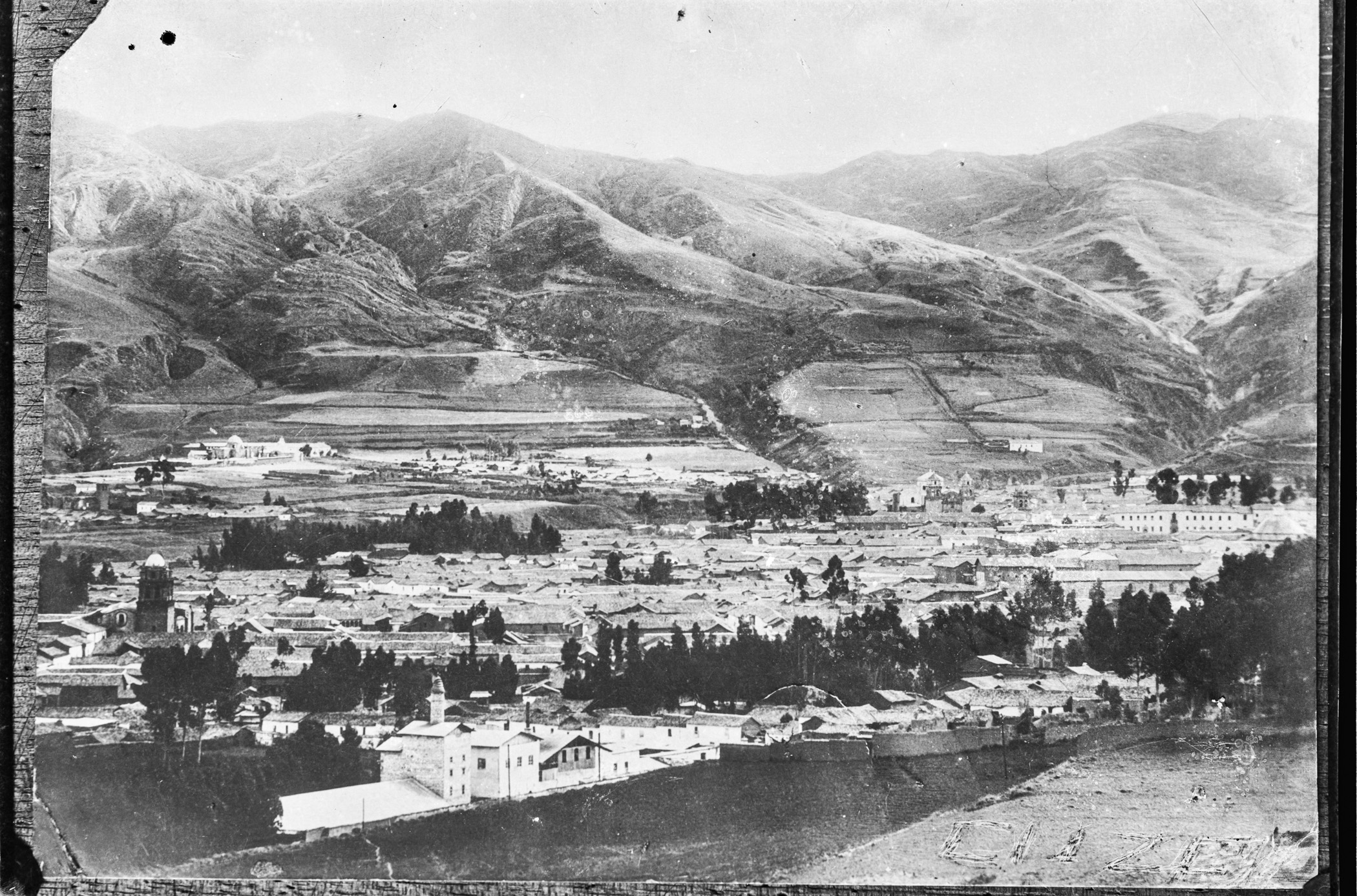
Vista aérea del Cuzco que incluye la ciudad, paisaje agrícola y la cordillera. Circa 1897.

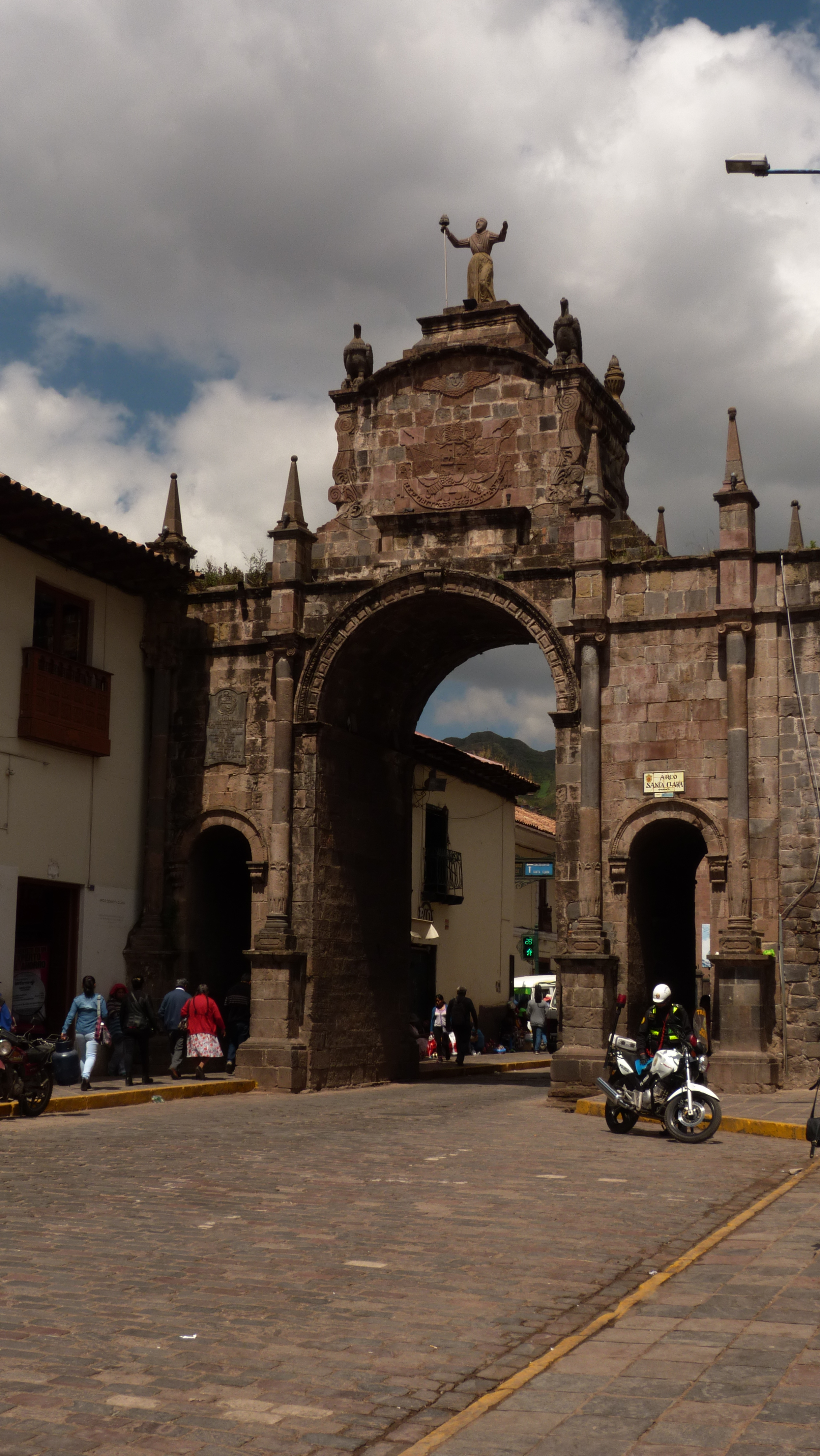
Arco de Santa Clara construido en 1835 conmemorando la instalación de la Confederación Perú-Boliviana

El Perú declaró su independencia en 1821 y la ciudad del Cuzco mantuvo su importancia dentro de la organización político administrativa del país. En efecto, se creó el departamento del Cuzco sobre la basa de la antigua intendencia abarcando incluso los territorios amazónicos hasta el límite - que aún no se había establecido - con el Brasil. La ciudad fue establecida como capital de departamento según la norma emitida por el gobierno provisorio de José de San Martín, ley del 26 de abril de 1822, aunque el territorio permanecía en manos leales al rey de España. Tras la batalla de Ayacucho, cuando el virrey La Serna capituló frente a Simón Bolívar, la Real Audiencia del Cuzco desconoció esa capitulación y nombró a Pío Tristán, quien se hallaba en Arequipa, como virrey del Perú el 9 de diciembre de 1824, pero este renunció. Recién el 22 de diciembre de 1824, el Cabildo del Cuzco reconoció la capitulación de Ayacucho y aceptó recibir como prefecto al general Agustín Gamarra, cusqueño de nacimiento, quien asumió el cargo el 24 de diciembre de ese año poniendo fin a la intendencia del Cuzco. La Real Audiencia del Cusco dio lugar a la Corte Superior de Justicia del Cusco.
En 1825, la ciudad recibió la visita de Simón Bolívar. Durante la visita del venezolano, se estableció la creación de los colegios de Ciencias y Artes, que concentraría toda la educación en la ciudad reemplazando a los colegios de San Francisco de Borja y San Bernardo así como a la Universidad de San Antonio Abad. También se creó el colegio de Educandas para la educación de mujeres. Posteriormente, durante la vigencia de la Confederación Perú-Boliviana, la ciudad se convirtió en uno de los principales bastiones del efímero Estado Sud-Peruano. El Arco de Santa Clara simboliza la importancia de la ciudad dentro de esa situación política. Luego de esta etapa, la ciudad sufre un nuevo decaímiento económico y demográfico llegando incluso a estar al punto de ser invadida durante la Guerra con Bolivia en 1842. 
El resto del siglo XIX significó un decaimiento del Cusco en todo sentido. Así, desde fines del siglo XVIII hasta los años 1870, la población de la ciudad disminuirá sensiblemente de 40 000 habitantes a poco más de 13 000. Se atribuye a esta disminución la extensiva participación de cusqueños en las guerras por la independencia así como las plagas (tifoidea entre 1855 y 1856, viruela en 1885) que azotaron a una ciudad que, en la misma época, se ganó la fama de ser una de las ciudades más sucias de América según viajeros y cronistas tanto peruanos como extranjeros. Asimismo, en el ámbito económico, con la apertura de los mercados ocurrida luego de la independencia y la importación de textiles ingleses, la industria textil cusqueña - principal industria de la localidad - languideció al no poder competir con el principal producto importado de Inglaterra durante la revolución industrial a pesar de que, hacia 1830, se inició una ligera industrialización a través de la exportación de lana de alpaca y ovino y la instalación en 1861 de la primera planta textil del Perú en el cercano distrito de Lucre. En 1872 se instaló la primera de seis cervecerías que se instalarían en la región y que daría lugar, posteriormente, a la Cervecería del Sur.
En los últimos años del siglo XIX destacan dos eventos, la guerra civil peruana de 1894 que motivó un enfrentamiento en la misma ciudad entre las montoneras pierolistas y el cacerista ejército del sur que se saldó con la derrota de las tropas caceristas y la fuga del prefecto Pedro Mas y el inicio de un proceso intelectual que tendría sus principales efectos en la revolución estudiantil de 1909 y el nacimiento de la escuela cuzqueña cuyo antecedente puede verse en la fundación del Centro Científico del Cusco en 1897.

#### ElsigloXX
A partir del siglo XX, la ciudad inició un desarrollo urbano en un mayor ritmo que el experimentado hasta ese momento. El 13 de septiembre de 1908 llegó el ferrocarril al Cuzco y lo sacó del aislamiento en que se encontraba permitiéndole, por fin, una vía de comunicación moderna con el océano. No obstante, a pesar de esto, el tiempo de viaje entre Lima y Cusco era similar al que tomaba un viaje de Cusco a Buenos Aires gracias al reto que significaba cruzar la cordillera de los andes. La ciudad inició su crecimiento y se empezó a extender a los vecinos distritos de Santiago y Wánchaq. En la primera mitad del siglo XX, por razones de salubridad, se procedió a culminar la canalización de los ríos Saphy, Huatanay y Tullumayu. Este proceso de canalización dio lugar a la apertura de las vías modernas como las calles Saphy, Choquechaka y las avenidas Tullumayo y El Sol que unieron los barrios céntricos de la ciudad y permitieron el desarrollo y crecimiento urbano hacia el sur y sureste.
En 1911, partió de la ciudad la expedición de Hiram Bingham que lo llevó a explorar las ruinas incaicas de Machu Picchu, 9 años después de la llegada del peruano Agustín Lizárraga. El descubrimiento de Machu Picchu demoraría algunos años más en convertirse en el gran catalizador del desarrollo de la industria turística cusqueña como lo es en la actualidad. En 1934, se realizaron trabajo de limpieza y puesta en valor realizados por la comisión del IV Centenario del Cuzco dirigida por Luis E. Valcárcel. La apertura de una carretera dio lugar al inicio de un incipiente turismo. Hacia 1942 ya existía un albergue cercano a las ruinas, pero fue en las décadas de 1950 y 1970 que Machu Picchu empezó a convertirse en el atractivo turístico que es hoy.
En 1913 se fundó en el Cusco una sociedad privada con la finalidad de proveer de energía eléctrica a la ciudad. Se instaló una central hidroeléctrica en la localidad de Corimarca que utilizaría las aguas de la laguna de Chinchero (Piuray) que generaba un total de 600 kilovatios a 3000 voltios de tensión. En octubre de 1914 se realizaron las primeras pruebas y el 24 de diciembre de 1914 se inauguró la luz eléctrica en el Cusco lograda gracias al capital privado.
El 23 de mayo de 1921 se realizó el primer vuelo de Lima al Cusco logrado por el aviador italiano Enrique Rolandi. Desde este hecho, el Cusco vio en el transporte aéreo la solución definitiva a su problema de incomunicación por lo que se realizaron varias iniciativas con esa finalidad. Al día siguiente de la llegada de Rolandi al Cusco, se reunió el Comité Central Ejecutivo Pro-Aviación y acordó comprar un avión que sea propiedad de la ciudad contando con Rolandi como asesor técnico. El avión fue un biplano de caza, italiano, de la fábrica S.V.A. bautizado con el nombre "Cuzco". Fue en este avión que el 1 de septiembre de 1925, el aviador cusqueño Alejandro Velasco Astete llegó nuevamente a la ciudad desde Lima cruzando los Andes. Tanto el aviador como el avión sufrieron un accidente fatal el 25 de septiembre de 1925 cuando intentó aterrizar en la ciudad de Puno luego de volar desde el Cusco. El entierro de Velasco Astete en el Cementerio General de La Almudena se realizó días después y congregó gran presencia de público siendo un evento multitudinario. El pueblo participó de las honras fúnebres desde la Catedral y el cortejo fúnebre por el eje procesional hasta la plazoleta de la Almudena con varios homenajes durante el trayecto y discursos de personalidades cusqueñas como Félix Cosío Medina y Luis E. Valcárcel.
Durante los años 1930, el prefecto del Cusco, general Jorge Vargas, expropió los terrenos de Chachacomayoc y La Pólvora y estableció en ellos el primer aeropuerto de la ciudad con pista de tierra y que sirvió hasta 1967. Hoy esa zona está ocupada por el parque Zonal, el Coliseo Cerrado Casa de la Juventud y el Hospital Nacional Adolfo Guevara Velasco en el distrito de Wánchaq. El primer servicio de pasajeros y carga entre Cusco y Lima se estableció en 1937. A los pocos años empezó a volar la empresa Faucett con aviones DC-3 y DC-4. En los años 1940, el servicio de transporte aéreo se volvió regular. En 1964 se inauguró el Aeropuerto Internacional Alejandro Velasco Astete que sirve a la ciudad hasta la actualidad y es el segundo aeropuerto con mayor tráfico de pasajeros del Perú. 
A partir de 1944, se instaura el 24 de junio de cada año como "Día del Cusco" y se inicia la costumbre de escenificar bien en la plaza de Armas o en las ruinas de Sacsayhuamán, el Inti Raymi. Asimismo, para ese año se instaura el himno del Cusco.
El 21 de mayo de 1950, tuvo lugar un sismo de magnitud 6.8 en la escala de Richter que generó gran daño en la población y en los edificios de la ciudad, principalmente las iglesias y conventos coloniales de la misma. Tras ese sismo hubo una movilización del estado peruano y de la Unesco quien envió al estadounidense George Kubler para que elabore un informe y coordine las actividades de reconstrucción. El gobierno peruano expidió la ley N.º 11551 que declaró de interés público y de necesidad nacional la reconstrucción de la ciudad y estableció a nivel nacional un impuesto al consumo de cigarros para apoyar dicha reconstrucción. En 1952 se iniciaron las labores de reconstrucción de la ciudad que implicó un periodo de modernización de la misma.
Como parte de esta modernización, se dio inicio al desarrollo turístico de la ciudad. Para 1954 se contó la llegada de 6902 turistas. En 1964 ya eran 38 939 y en 1971 hubo 55 482. Para 1975, la cifra llegó a 176 625 turistas, un número que era mayor que el total de la población de la ciudad que estaba calculada en 174 000 habitantes.
El 9 de agosto de 1970 se produjo el accidente fatal del vuelo 502 de LANSA, el mismo que se cayó a tierra, en el distrito de San Jerónimo, a 4 kilómetros del aeropuerto Velasco Astete, minutos después de su despegue debido a la falla e incendio de uno de sus motores. En dicho accidente fallecieron los 91 pasajeros, 8 de los 9 tripulantes y, además, 2 campesinos que fueron afectados por el choque. El único sobreviviente fue el copiloto Juan César Loo Lock quien sufrió quemaduras.
En 1972 mediante Resolución Suprema del Ministerio de Educación se declaró como Patrimonio Cultural de la Nación a la Zona Monumental del Cuzco. Los límites de esta zona fueron ampliados en 1974 y en 1991. En 1983, durante la VII sesión del comité de Patrimonio de la Humanidad de la Unesco celebrada en la ciudad italiana de Florencia, del 5 al 9 de diciembre de 2019, se resolvió declarar a la ciudad del Cusco como Patrimonio Cultural de la Humanidad. La declaración estableció, dentro de la ciudad del Cusco, una zona que se constituyó como el área protegida y una zona de amortiguación inmediata a la anterior. El 5 de abril de 1986, un terremoto sacudió la ciudad generando grandes destrozos en la zona monumental.
En los años 1990, durante la gestión edil del alcalde Daniel Estrada Pérez, la ciudad tuvo un nuevo proceso de embellecimiento mediante la restauración de monumentos y la construcción de plazas, fuentes y monumentos. Asimismo, gracias a los esfuerzos de esta autoridad, se lograron diversos reconocimientos como la declaración como "Capital Histórica del Perú" contenida en el texto de la Constitución Política del Perú de 1993. Se dispuso también, el cambio del escudo del Cusco dejando de lado al blasón colonial y adoptando el "Sol de Echenique" como nuevo escudo. Adicionalmente, se propuso el cambio de nombre oficial de la ciudad adoptando el vocablo quechua Qosqo, pero este cambio fue revertido a los pocos años.

## Geografía y clima

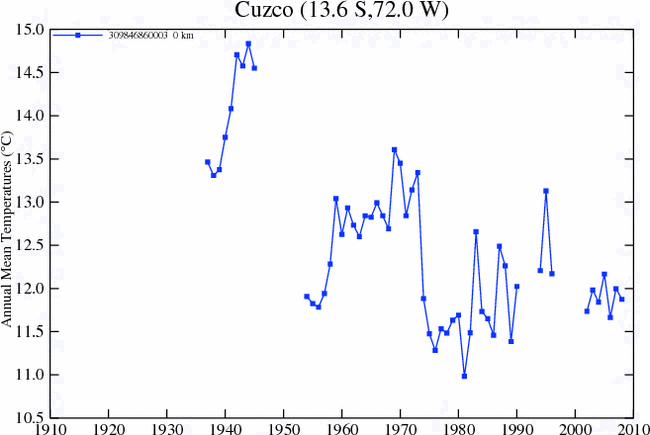
Termografía promedio del aire en casilla meteo, 1937 a 2008 (NASA).

Cuzco se expande por el valle que forma el río Huatanay y por los cerros aledaños. Su clima es generalmente seco y templado. Tiene dos estaciones definidas: una seca entre abril y octubre, con días soleados, noches frías con heladas y temperatura promedio de 13 °C; y otra lluviosa, de noviembre a marzo, temperatura promedio 12 °C. En los días soleados, la temperatura alcanza los 20 °C, aunque el ligero viento de la montaña es habitualmente frío.
| Parámetros climáticos promedio de Cuzco, Perú | Parámetros climáticos promedio de Cuzco, Perú | Parámetros climáticos promedio de Cuzco, Perú | Parámetros climáticos promedio de Cuzco, Perú | Parámetros climáticos promedio de Cuzco, Perú | Parámetros climáticos promedio de Cuzco, Perú | Parámetros climáticos promedio de Cuzco, Perú | Parámetros climáticos promedio de Cuzco, Perú | Parámetros climáticos promedio de Cuzco, Perú | Parámetros climáticos promedio de Cuzco, Perú | Parámetros climáticos promedio de Cuzco, Perú | Parámetros climáticos promedio de Cuzco, Perú | Parámetros climáticos promedio de Cuzco, Perú | Parámetros climáticos promedio de Cuzco, Perú |
| Mes                                           | Ene.                                          | Feb.                                          | Mar.                                          | Abr.                                          | May.                                          | Jun.                                          | Jul.                                          | Ago.                                          | Sep.                                          | Oct.                                          | Nov.                                          | Dic.                                          | Anual                                         |
| --------------------------------------------- | --------------------------------------------- | --------------------------------------------- | --------------------------------------------- | --------------------------------------------- | --------------------------------------------- | --------------------------------------------- | --------------------------------------------- | --------------------------------------------- | --------------------------------------------- | --------------------------------------------- | --------------------------------------------- | --------------------------------------------- | --------------------------------------------- |
| Temp. máx. abs. (°C)                          | 27.8                                          | 27.2                                          | 26.1                                          | 26.1                                          | 28.9                                          | 26.5                                          | 26.0                                          | 25                                            | 27.2                                          | 28.9                                          | 27.8                                          | 30                                            | 30                                            |
| Temp. máx. media (°C)                         | 18.8                                          | 18.8                                          | 19.1                                          | 19.7                                          | 19.7                                          | 19.4                                          | 19.2                                          | 19.9                                          | 20.1                                          | 20.9                                          | 20.6                                          | 20.8                                          | 19.75                                         |
| Temp. media (°C)                              | 13.8                                          | 13.8                                          | 13.7                                          | 13.2                                          | 11.9                                          | 11.1                                          | 10.6                                          | 11.9                                          | 13.1                                          | 14.3                                          | 14.6                                          | 14.1                                          | 13                                            |
| Temp. mín. media (°C)                         | 6.6                                           | 6.6                                           | 6.3                                           | 5.1                                           | 2.7                                           | 0.5                                           | 0.2                                           | 1.7                                           | 4                                             | 5.5                                           | 6.0                                           | 6.5                                           | 4.31                                          |
| Temp. mín. abs. (°C)                          | 1.1                                           | 2.2                                           | 1.7                                           | −1.4                                          | −2.4                                          | −5                                            | −6.5                                          | −4                                            | −1.1                                          | −1.1                                          | 0                                             | 0                                             | −6.5                                          |
| Lluvias (mm)                                  | 232                                           | 220                                           | 174                                           | 86                                            | 8.7                                           | 19                                            | 18                                            | 29                                            | 40.3                                          | 96                                            | 127                                           | 202                                           | 1252                                          |
| Horas de sol                                  | 143                                           | 121                                           | 170                                           | 210                                           | 239                                           | 228                                           | 257                                           | 236                                           | 195                                           | 198                                           | 195                                           | 158                                           | 2350                                          |
| Humedad relativa (%)                          | 64                                            | 66                                            | 65                                            | 61                                            | 55                                            | 48                                            | 47                                            | 46                                            | 51                                            | 51                                            | 52                                            | 59                                            | 55.4                                          |
| [cita requerida]                              |                                               |                                               |                                               |                                               |                                               |                                               |                                               |                                               |                                               |                                               |                                               |                                               |                                               |

## Urbanismo

### Patrimonio arquitectónico
Por su antigüedad y trascendencia, el centro de la ciudad conserva muchos edificios, plazas y calles de épocas precolombinas así como construcciones coloniales. Por ello es que la ciudad fue declarada en 1972 como «Patrimonio Cultural de la Nación» mediante el Resolución Suprema N.º 2900-72-ED. En 1983, durante la VII sesión del comité de Patrimonio de la Humanidad de la Unesco, se resolvió declarar esta zona como Patrimonio Cultural de la Humanidad estableciendo una zona central que constituye el patrimonio de la humanidad propiamente dicho y una zona de amortiguación. Entre los principales sitios de interés de la ciudad se encuentran:

#### Barrio de San Blas
Este barrio donde se concentran los artesanos, talleres y tiendas de artesanía, es uno de los sitios más pintorescos de la ciudad. Sus calles son empinadas y estrechas con antiguas casonas construidas por los españoles sobre importantes cimientos incaicos. Tiene una atractiva plazoleta y la parroquia más antigua del Cuzco, edificada en 1563, que posee un púlpito de madera tallada considerado como la máxima expresión artística de la época colonial cusqueña.
El nombre quechua de este barrio es el de Toq'ocachi que significa "el hueco de la sal".

#### Calle Hatun Rumiyuq
Esta es la más visitada por los turistas. En la calle Hatun Rumiyoq ("De la roca mayor") se encontraba el palacio de Inca Roca, que actualmente pertenece al Palacio Arzobispal.
En esta calle que va desde la plaza de Armas hasta el barrio de San Blas, se puede apreciar la piedra de los doce ángulos.

#### Convento e iglesia de la Merced
Fue fundado en 1536. El primer conjunto mercedario fue destruido por el terremoto de 1650 y la reconstrucción del templo y convento fue concluida en 1675.
Sus claustros de estilo barroco renacentista destacan particularmente así como la sillería del coro, pinturas coloniales y tallas de madera.
También se puede ver una custodia de oro y piedras preciosas de 22 kilos de peso y de 130 centímetros de altura.

#### Catedral
En realidad, la primera catedral del Cuzco es la Iglesia del Triunfo, construida en 1539 sobre la base del palacio de Viracocha Inca. En la actualidad, esta iglesia es una capilla auxiliar de la Catedral.
Entre los años 1560 y 1664 se construyó la basílica catedral de esta ciudad sobre el Sunturwasi (casa del cóndor). Para ello, se reutilizó la piedra como material principal, extraídos de edificios incas, servidos como canteras cercanas, y también se reutilizaron bloques de granito de color rojo desde el complejo inca de Sacsayhuamán.
Esta gran catedral, de plano renacentista presenta interiores tardogóticos, barrocos y platerescos, posee una de las más destacadas muestras de orfebrería colonial. Importantes son igualmente sus altares de madera tallada.
Dado que en esta ciudad se desarrolló la pintura sobre lienzos en la llamada "Escuela cusqueña de pintura", precisamente en la catedral se pueden observar importantes muestras de artistas locales de la época. Es sede de la arquidiócesis de Cuzco.
Conserva un monolito de forma ovoide, que representa al dios inca de viracocha.

#### Plaza de Armas

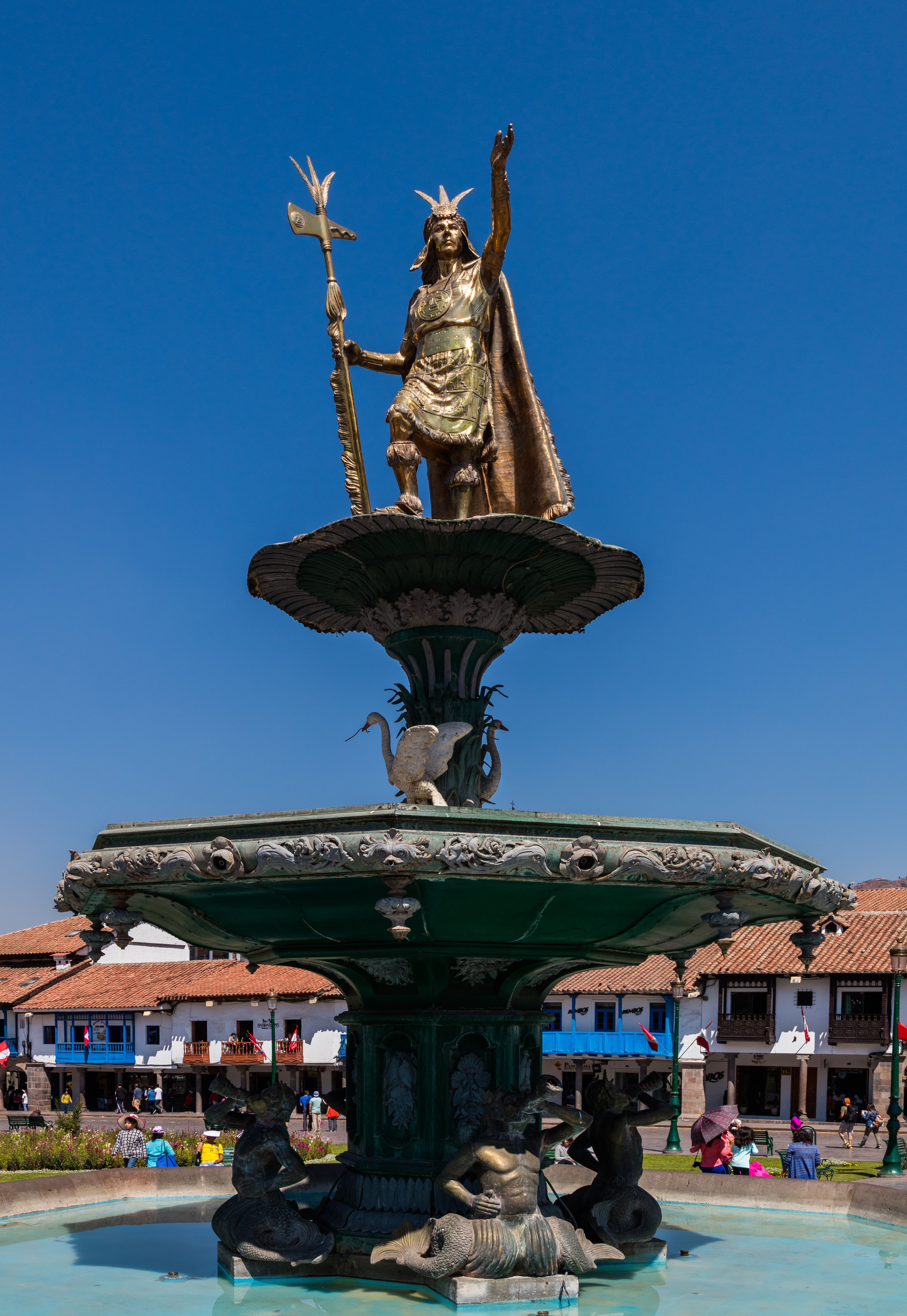
Monumento al Inca, plaza de Armas.

Fue conocida bajo el nombre de Hawkaypata o «plaza de la alegría» en tiempo de los incas, y comprendía también lo que hoy es la plazoleta del regocijo y la plaza San Francisco. Esta plaza ha sido el escenario de diversos hechos importantes en la historia de la ciudad, como la primera proclamación de la independencia del Perú, por los hermanos Ángulo en 1814. Igualmente, la plaza fue el escenario del magnicidio de José Gabriel Condorcanqui o Túpac Amaru II, considerado el primer gran caudillo de la resistencia andina a las Reformas Borbónicas.
Los españoles construyeron progresivamente en la plaza una variopinta arquería de piedra, con mano de obra cuzqueña, que luego de reconstrucciones perdura hasta la actualidad. Aquí están la Catedral del Cuzco y el templo de La Compañía de Jesús, construidos sobre antiguos edificios incas. En la parte central se encuentra un pileta coronada por la efigie de un inca.
Actualmente la plaza de Armas del Cuzco es escenario de las diversas celebraciones y acciones cívicas de la ciudad, destacando la celebración de una parte de las fiestas del Intiraymi (fiesta del Sol) (24 de junio) con representación de las festividades incas al dios Sol; de las fiestas del Corpus Christi (variable: abril, mayo, junio) con procesión de diferentes santos católicos. Las fiestas del Cuzco (junio) con representación de danzas regionales, y cada domingo el izamiento de las banderas del Cuzco y del Perú y marchas conmemorativas; el Santuranticuy o 'compra de santos' (24 de diciembre) es una feria prenavideña donde se comercian artesanía referida a la fiesta cristiana de la Navidad.

#### Iglesia de la Compañía de Jesús
Esta iglesia cuya construcción la iniciaron los jesuitas en 1576 sobre el Amarucancha (barrio-edificio-templo de la deidad inca de la serpiente) o palacio del Inca Huayna Cápac, es considerada una de las mejores muestras del estilo barroco colonial del continente americano.
Su fachada es de piedra tallada, como se puede apreciar en la foto, y su altar mayor es de madera tallada y revestida con pan de oro. Se construyó sobre una capilla subterránea. Adicionalmente, destacan dos capillas, aquella de Lourdes y el antiguo oratorio de San Ignacio de Loyola.
Este templo posee una valiosa colección de lienzos coloniales de la Escuela Cusqueña.

#### Coricancha y Convento de Santo Domingo

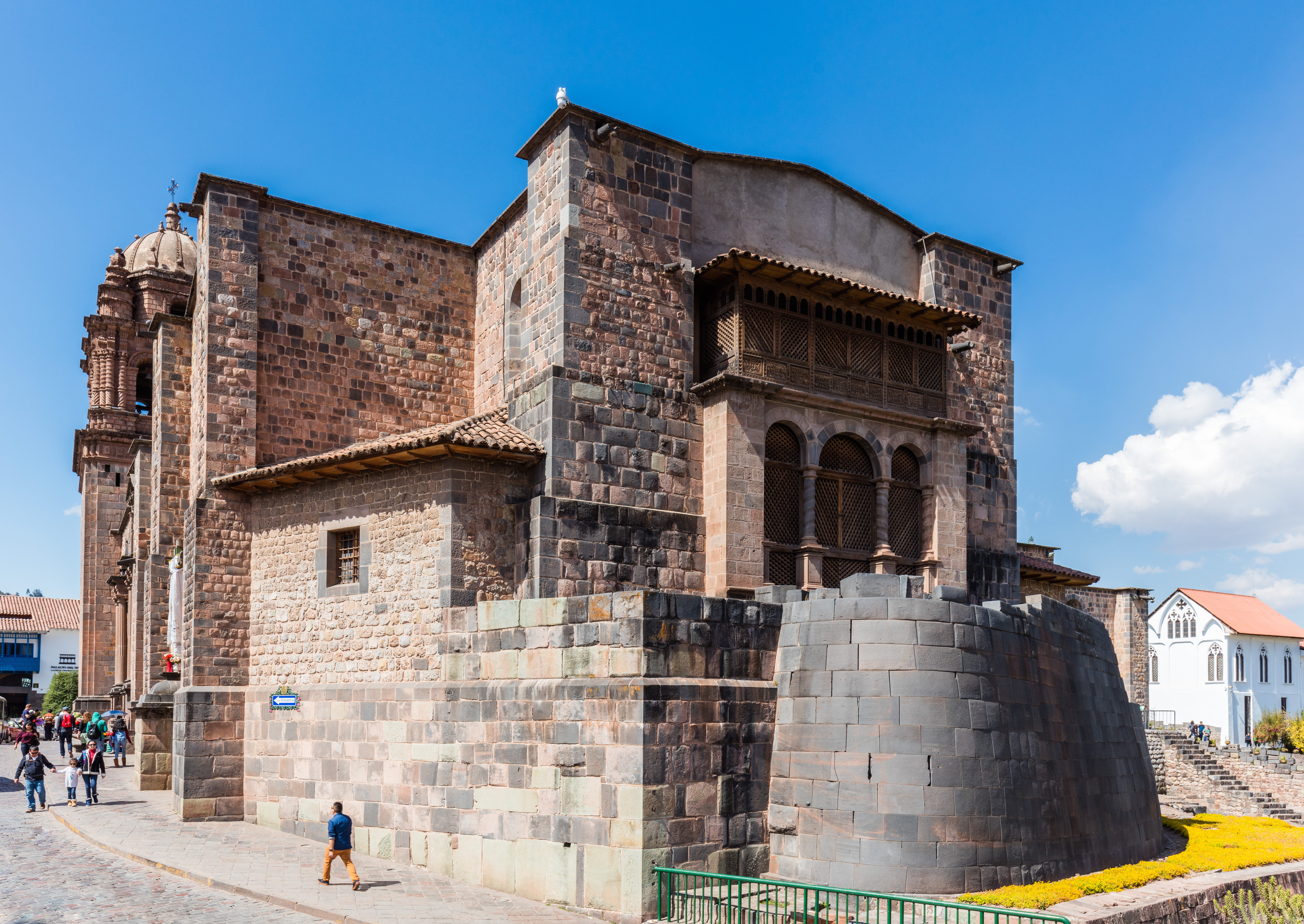
Vista del Coricancha.

El Coricancha (en quechua: Qurikancha 'manzana-templo-casa dorada') fue el santuario más importante dedicado al dios Sol en la época del Imperio inca. Se dice que Este templo fue llamado el "sitio de oro" ya que todos sus muros habían sido recubiertos con láminas de oro por los incas.[cita requerida]
Teniendo esta estructura como base, aquí se construyó el Convento de Santo Domingo, de estilo renacentista. La edificación, de una sola torre barroca, sobrepasa en altura las otras edificaciones de esta ciudad.
En su interior se encuentran magníficos muros incas y al centro un monolito, además de una importante colección de pinturas de la escuela cuzqueña de pintura.

### Urbanismo incaico

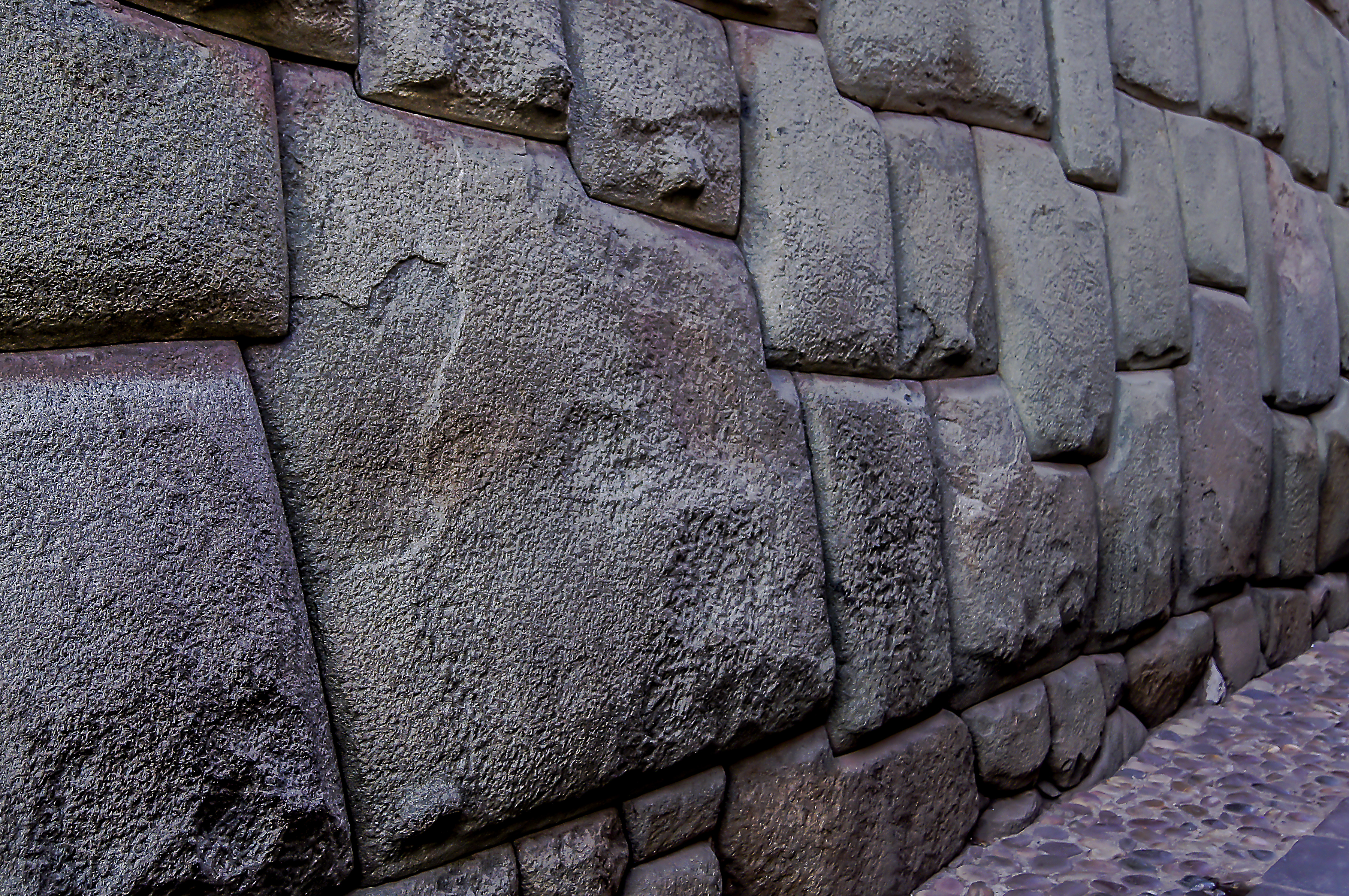
La piedra de los doce ángulos en la calle Hatun Rumiyoq.

Una de las características que lograron los Incas con su plan urbano en Cuzco fue el respeto por la matriz geográfica a la hora de construir su tejido, ya que respondieron con diferentes estrategias de diseño a la topografía accidentada propia de la zona andina a 3399 metros sobre el nivel del mar.
La relación que se observa con el medio deviene de una idea formal, cultural y teniendo en cuenta la orientación. El pueblo inca creía en muchos dioses, Inti, Pachamama, Huiracocha, entre otros; y estos eran personificados en formas humanas. Esta creencia formal que representaba a las divinidades se transmitió a los primeros planes urbanos de la ciudad de Cusco, en cuyo trazado se podía observar la imagen de un puma, símbolo de poder que hacía referencia al hijo del dios creador. 
Las calles y toda la traza urbana seguía un ordenamiento que respondía a la orientación del sol, estos conceptos sumados a la integración de la naturaleza, la anti destrucción de objetos naturales con una estructura urbana subordinada a la topografía del terreno identificaron la forma de hacer ciudad del imperio incaico con una intención de apoderarse de un lugar y adaptarlo a su diseño.

## Símbolos
Al igual que varias ciudades del mundo y peruanas, el Cusco tiene tres símbolos establecidos oficialmente, su bandera, el escudo y el himno. El uso de estos símbolos se da especialmente en el mes de junio, ya que el día 24 de junio, día en que se conmemora la fiesta incaica del Inti Raymi, se celebra también el día de la ciudad.
Respecto al escudo, se encuentra en desuso el escudo carlista de más de 450 años de antigüedad; desde ya hace más de tres décadas, la Municipalidad provincial del Cusco y demás instituciones utilizan el Sol de Echenique como escudo, debido a que sus características se refieren a su pasado incaico.

## Demografía

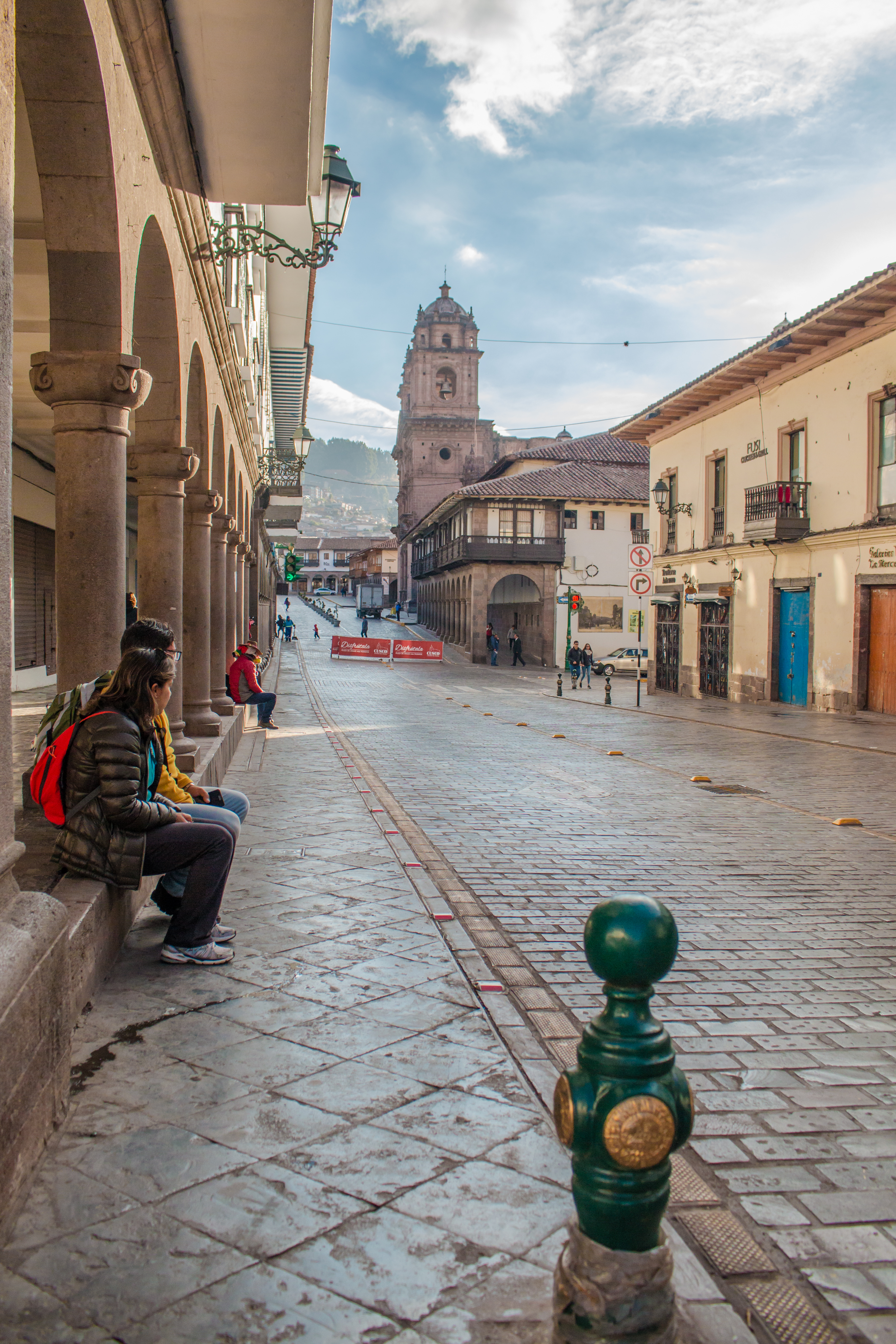
La calle Mantas, a la derecha se aprecia el campanario de la iglesia de la Compañía de Jesús.

A la llegada de los españoles, se señala que la ciudad tenía una población aproximada de 40 000 habitantes siendo que los pueblos circundantes elevaban dicha suma hasta casi 200 000. Este número disminuyó sensiblemente durante la colonia. No obstante, hasta mediados del siglo XVIII era una de las ciudades más pobladas del continente y la segunda urbe más poblada del Perú. La rebelión de Túpac Amaru II en 1780 así como la rebelión de Túpac Katari en la zona de Puno en los años siguientes ocasionó que la población criolla cusqueña migre hacia Lima y Arequipa buscando estar a salvo de un posible nuevo levantamiento o posible guerra. Durante las últimas décadas del siglo XVIII, la participación de cusqueños en ambos bandos de la guerras por la independencia inició un declive en la población que se fue haciendo más notorio en el siglo XIX y luego de la proclamación de la República. Así, en 1825, cuando Simón Bolívar llegó al Cusco este tenía una población aproximada de 40 000 habitantes y veinte años después, este número se redujo hasta la mitad. El virtual aislamiento de la ciudad, ante la falta de vías de comunicación, mantuvo casi despoblada la ciudad siendo que, en los años 1910 se registraron solo 13 500 habitantes siendo la mayoría de estos habitantes población mestiza e indígena.
En 2017, la ciudad tenía una población de 437 538 habitantes, según el censo del INEI.

### Evolución de la población
La evolución de la población del Cuzco se puede observar en el siguiente histograma:
| Gráfico de la evolución de la población del Cuzco entre 1536 y 2017                                       |
| --- |
| |
| Fuentes: Población 1536, 1794, 1825, 1876, 1903, 1912, 1924, 1940, 1950, 1972, 1993, 2007, Población 2014 |

### Área metropolitana
Según INEI, Cuzco metropolitano tiene 5 municipios metropolitanos. De acuerdo con el censo realizado en 2017 los distritos metropolitanos de Cuzco tenían una población de 437 538 habitantes, los cuales se distribuyen de la siguiente manera:
| Ubigeo | Municipios metropolitanos | Extensión km² | Altitud m s. n. m. | Población 2017 | Estimado 2020 |
| ------ | ------------------------- | ------------- | ------------------ | -------------- | ------------- |
| 080101 | Cuzco                     | 116,22 km²    | 3399 m s. n. m.    | 114 630        | 128 805       |
| 080104 | San Jerónimo              | 103,34 km²    | 3244 m s. n. m.    | 57 075         | 63 604        |
| 080105 | San Sebastián             | 89,44 km²     | 3244 m s. n. m.    | 112 536        | 124 705       |
| 080106 | Santiago                  | 69,72 km²     | 3400 m s. n. m.    | 94 756         | 103 764       |
| 080108 | Wanchaq                   | 6,38 km²      | 3366 m s. n. m.    | 58 541         | 63 058        |
|        | Total                     | 385,1 km²     | -                  | 437 538        | 487 943       |

## Centro religioso
El Cuzco fue el centro del culto estatal al Sol, sede del templo principal de la religión solar, el Coricancha o Qurikancha (quechua: 'recinto de oro'), poseyendo el principal aqllawasi o casa de las escogidas del sol, y las sedes de los clanes funerarios de los distintos emperadores muertos o Panakas, siendo además el lugar de residencia habitual del inca gobernante, un dios viviente, y del alto clero estatal, representado por el Willka umu o sumo sacerdote. El Cuzco acogía las grandes ceremonias multitudinarias y festividades imperiales, como el Inti Raymi o Fiesta del Sol que sigue teniendo lugar durante el solsticio de invierno –el año nuevo solar– la cual se celebra todos los 24 de junio en la explanada de Sacsayhuamán.

Actualmente la mayor parte de la población pertenece a la Iglesia católica, siendo Cuzco sede arzobispal.

## Economía

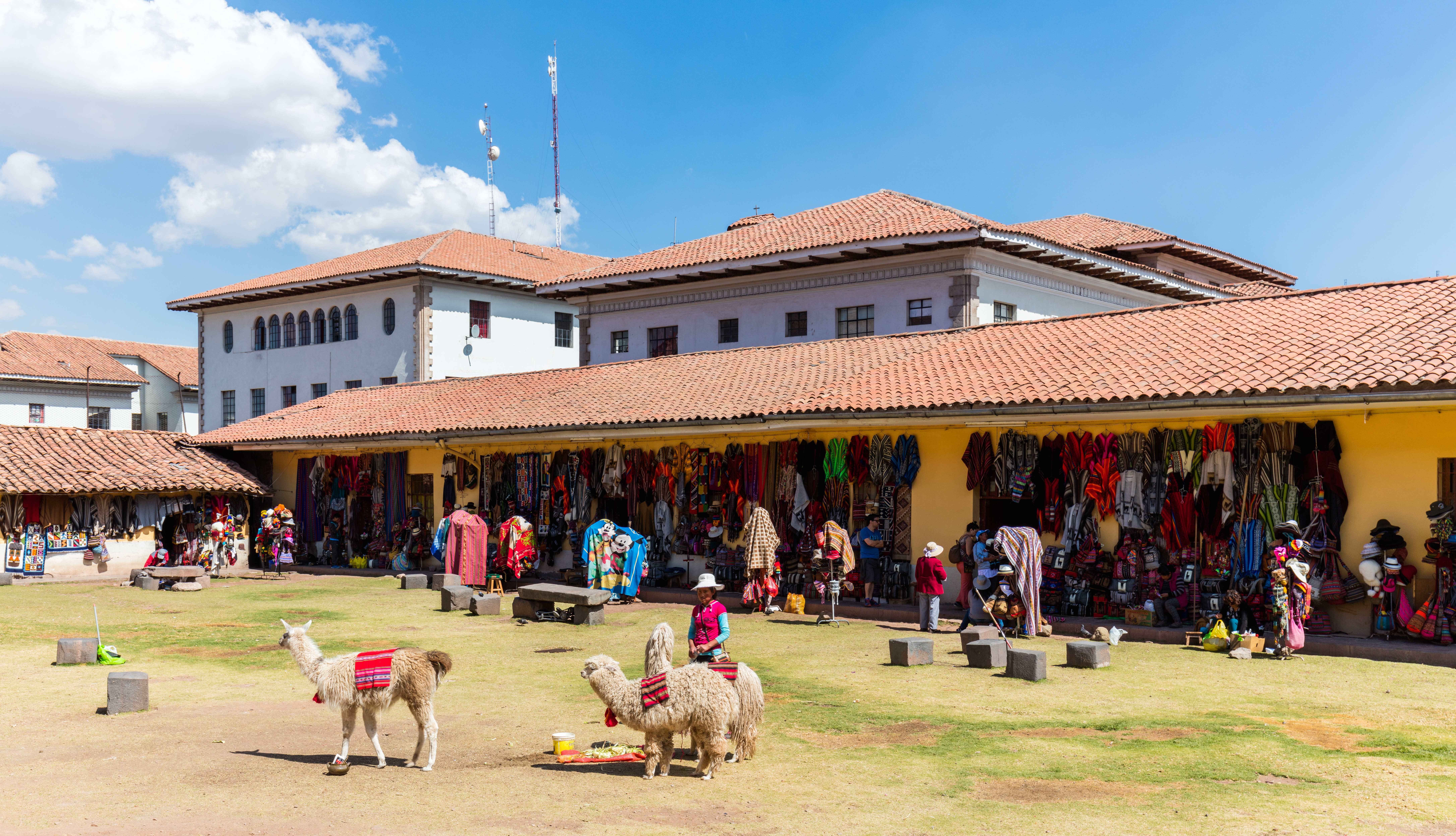
Comercios en Cuzco.

La actividad económica en el Cuzco, comprende la agricultura, en especial, el maíz y los tubérculos nativos. La industria local se relaciona con las actividades extractivas y con productos alimenticios y bebidas, tales como cerveza, aguas gaseosas, café, chocolates, entre otros. No obstante, la actividad económica relevante de sus habitantes es la recepción del turismo, contando cada vez más con mejor infraestructura y servicios. Es la segunda ciudad en este país que tiene y mantiene empleo pleno.

### Bancos y financieras
- Banco de Crédito del Perú
- BBVA Continental
- Scotiabank
- Citibank
- GNB Sudameris
- Interbank
- Banco de la Nación
- Banco Central de Reserva del Perú
- Bank of China
- Banco BanBif
- Banco Pichincha
- Crediscotia
- Banco Azteca
- MiBanco
- Banco de Comercio
- Banco Financiero
- PrestaPerú
- Credinka
- Caja Piura
- Caja Huancayo
- Quillacoop
- Caja Arequipa
- Caja Cusco
- Caja Tacna
- Caja Metropolitana
- Caja Trujillo
- Caja Sullana
- Caja Ica
- Financiera Edyficar
- Financiera Solidaridad
- Banco de Materiales
- Cooperativa Libertad
- Cooperativa Santo Domingo de Guzmán
- Cooperativa San Pedro

## Política
A lo largo de su historia, el Cusco ha tenido una marcada importancia política. Durante el incanato fue el principal centro político de la región desde la que se gobernó el Tahuantinsuyo y donde vivía la élite política y religiosa. Luego de su fundación española, perdió protagonismo ante la decisión de Francisco Pizarro de establecer la capital de los nuevos territorios en la ciudad de Lima por tener un acceso cercano al mar y a la comunicación con la metrópoli. No obstante, el Cusco siguió siendo una ciudad importante dentro del esquema político virreinal al punto de ser la primera ciudad de todo el Virreinato en tener un obispo. Su participación en las rutas comerciales durante el virreinato garantizó su importancia política manteniéndose como capital del corregimiento establecido en estos territorios y, más adelante, de la Intendencia del Cusco y, hacia el final del virreinato, de la Real Audiencia del Cusco.
Durante la república, el papel político del Cusco languideció debido a su aislamiento con la capital, el litoral y las rutas comerciales de los siglos XIX y XX. No obstante, mantuvo su condición de ciudad principal del sur del Perú, aunque subordinada a la importancia que fue ganando Arequipa, mejor comunicada con el resto del país. Cusco se mantuvo siempre como capital del departamento del Cusco
Políticamente, según los resultados de las elecciones llevadas a cabo en la segunda mitad del siglo XX, el Cusco ha sido un bastión de los partidos izquierdistas en el Perú. En los años 1970 y 1980, el líder socialista Daniel Estrada Pérez aglutinó a su favor esa tendencia política bajo la bandera de la alianza Izquierda Unida. Posterior a su muerte, el Cusco ha sido una ciudad principal dentro del desempeño de partidos como el Partido Nacionalista Peruano y El Frente Amplio por Justicia, Vida y Libertad además de movimientos regionales. Los partidos peruanos tradicionales como el Partido Aprista Peruano y Acción Popular registran eventuales victorias electorales mientras que aquellos que representan una posición política de derecha como el Partido Popular Cristiano y el mismo Fujimorismo han tenido escasa presencia entre las autoridades electas.

## Transportes y comunicaciones

### Aeropuertos

#### Aeropuerto Internacional Alejandro Velasco Astete

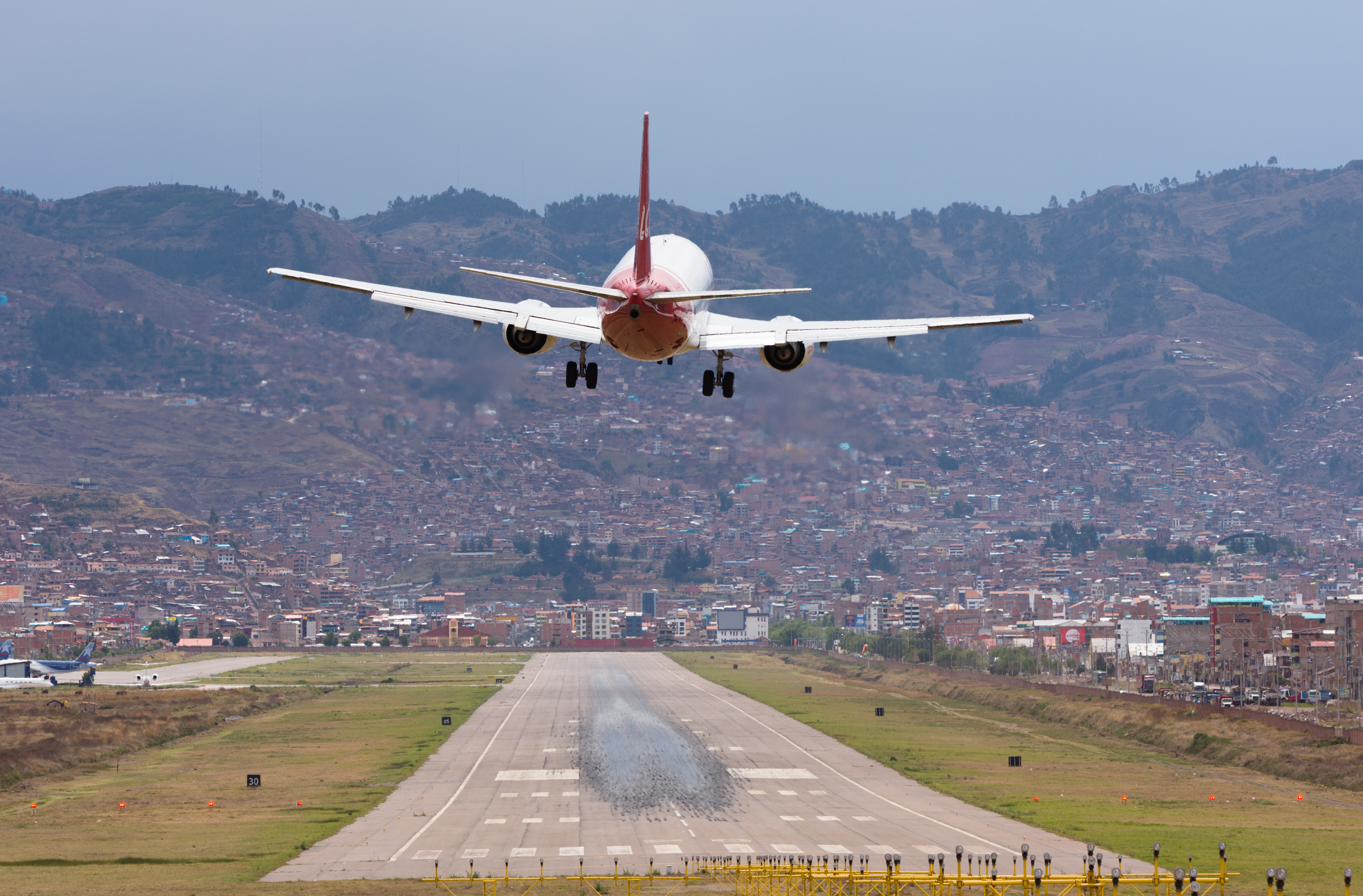
Pista de aterrizaje del Aeropuerto de Cuzco.

Inaugurado el 22 de julio de 1967, el aeropuerto ubicado entre los distritos de Wánchaq y San Sebastián y administrado por la empresa estatal CORPAC S.A. recibe vuelos diarios principalmente desde la ciudad de Lima. Más de 1 700 000 personas transitan por este aeropuerto anualmente[cita requerida]. Fue bautizado en honor del piloto peruano Alejandro Velasco Astete quien fue la primera persona en cruzar volando los andes en 1925 al hacer el primer vuelo desde Lima hasta Cuzco. Ese mismo año, en una demostración aérea en la ciudad de Puno perdió control de su avión y murió en el impacto.
El aeropuerto es la principal puerta de entrada de la ciudad del Cuzco y es el aeropuerto de mayor flujo aéreo en el sur del Perú. El aeropuerto cusqueño está equipado para atender a los turistas que visitan la ciudad imperial. Fue el primero del país en el cual se instaló puentes de abordaje o mangas. La pista de aterrizaje está asfaltada con los más altos estándares, con una longitud de 3400 metros y un ancho de 45. Está perfectamente capacitada para recibir aviones Boeing 757-200 según uno de los informes de CORPAC.
La ciudad a diario recibe numerosos vuelos de ciudades como: Lima, Arequipa, Tacna, Juliaca, Iquitos y Puerto Maldonado; e internacionalmente recibe vuelos constantes provenientes de ciudades como Bogotá, La Paz, Santiago de Chile, y desde el 16 de diciembre de 2019, Santa Cruz de la Sierra.

#### Aeropuerto Internacional de Chinchero
Se trata de una obra en proyecto destinada a reemplazar el actual Aeropuerto Internacional Alejandro Velasco Astete, el cual se encuentra en medio de la ciudad. Este nuevo aeropuerto contempla la construcción de un nuevo terminal aéreo de nivel internacional de mayor tamaño y con proyecciones a manejar conexiones internacionales en forma directa, sin pasar por el Aeropuerto Internacional Jorge Chávez, estará ubicado en el Distrito de Chinchero a 28 km del Cuzco.
La obra ya ha sido concesionada por Proinversión para su construcción siendo ganador el Consorcio Kuntur Wasi, integrado por la argentina Corporación América y el peruano Andino Investment Holding. El grupo ganador solicitó al gobierno un cofinanciamiento por US$ 264,7 millones para el proyecto. Esto le significa al Estado un ahorro de US$ 204,1 millones, pues financiará 47 % y no 78 % del proyecto como estaba previsto.
La infraestructura estará diseñada para recibir hasta 5 millones de usuarios anuales con posibilidades de ampliación del terminal hasta 8 millones. El costo total de la obra está estimado en US$ 665 millones.

### Línea férrea y carreteras

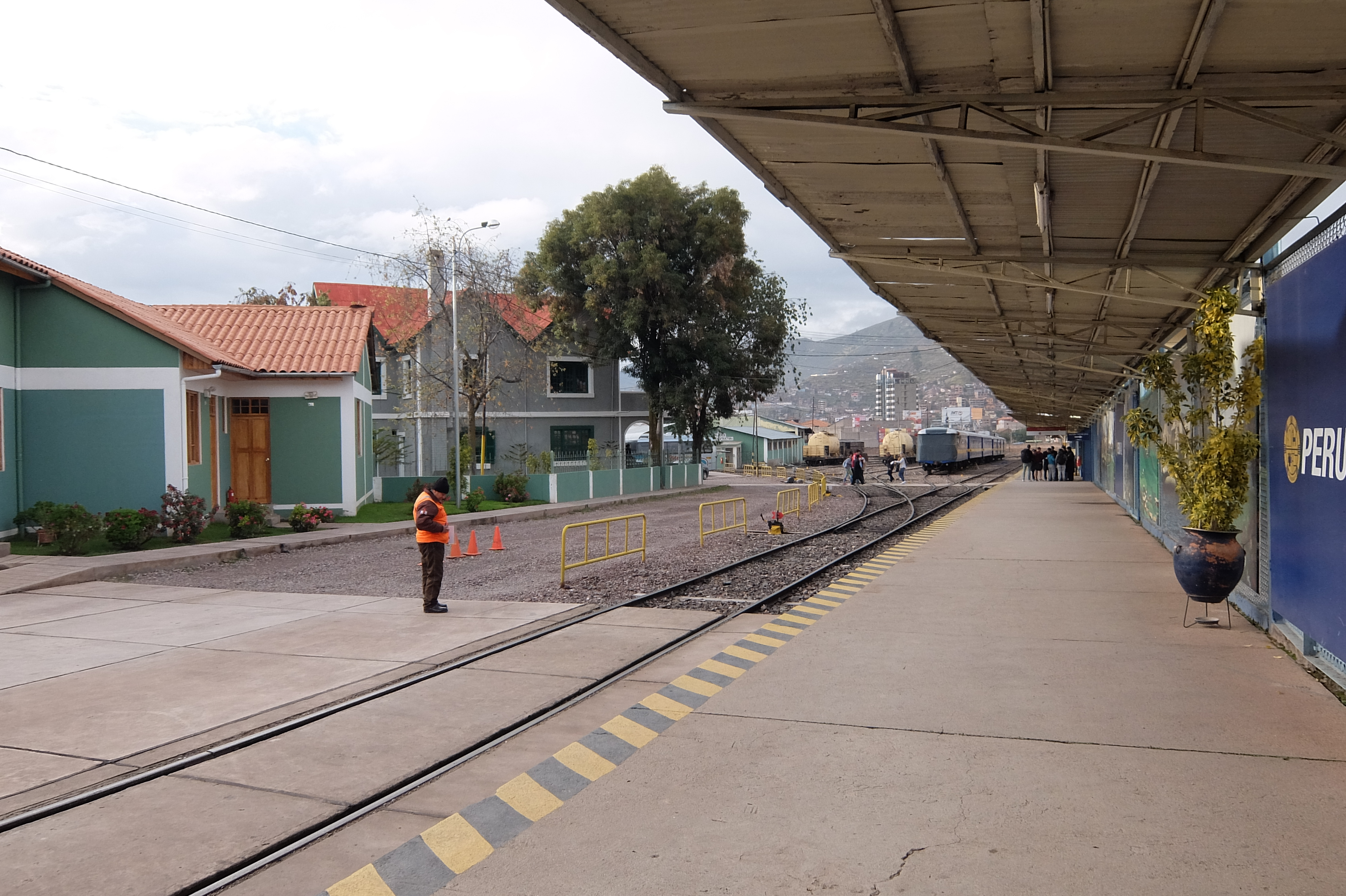
Interior de la estación de Wanchaq

Cusco está conectado por vía férrea con las ciudades de Juliaca y Arequipa a través del Tramo Sur del Ferrocarril del Sur cuyo terminal en la ciudad es la estación Wánchaq.
Adicionalmente, desde la estación San Pedro parte desde la ciudad el Tramo Sur Oriente del Ferrocarril del Sur, (antiguoFerrocarril Cusco-Santa Ana-Quillabamba) que es la vía hacia la antigua ciudadela Incaica de Machu Picchu. 
El recorrido destaca por una serie de cambios rasantes llamados localmente “El Zig-Zag” desde las afueras de la ciudad hasta la estación Poroy. 
El tren desciende luego desde el punto más elevado hacia el Valle Sagrado al pie de los Andes. Antes de llegar a Machu Picchu, el tren viaja a lo largo del Río Urubamba.
Por carretera, se encuentra conectada con las ciudades de Puerto Maldonado, Arequipa, Abancay, Juliaca y Puno. La vía que lo une con la ciudad de Abancay es también la más rápida para llegar a Lima luego de un viaje de más de 20 horas cruzando los departamentos de Apurímac, Ayacucho, Ica y Lima.

## Salud

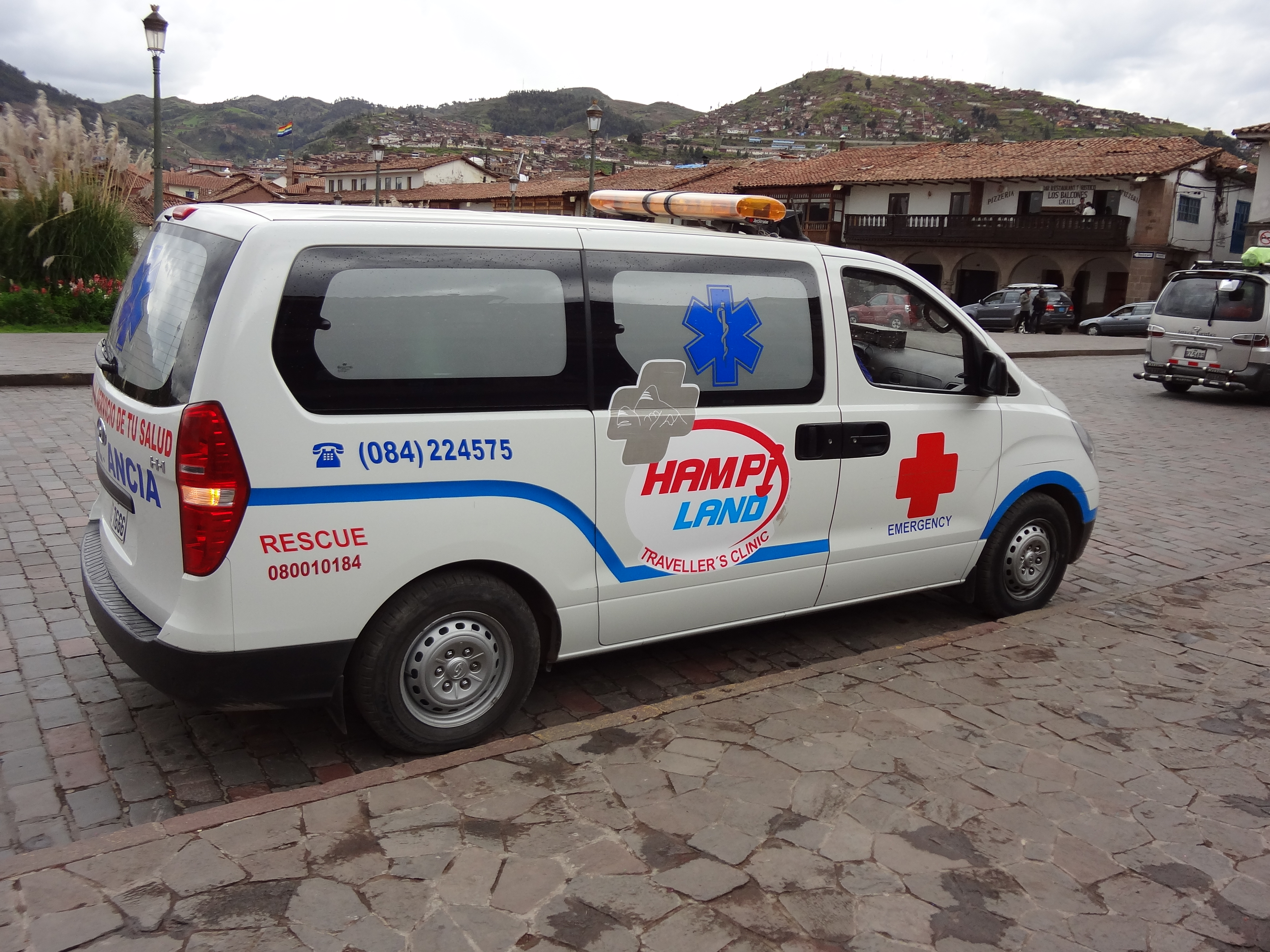
Ambulancia en la plaza de Armas

Por ser la capital administrativa y económica del Gobierno Regional del Cusco, la ciudad cuenta con gran cantidad de centros de salud tanto públicos y privados. Las Instituciones de Salud Públicas que están presentes en la ciudad son:
- Ministerio de Salud
  - Hospital Regional
  - Hospital Antonio Lorena
- EsSalud
  - Hospital Adolfo Guevara Velazco
  - Policlínico Metropolitano
  - Policlínico San Sebastián
  - Policlínico Santiago
  - Policlínico La Recoleta

## Educación
Colegios públicos y privados
- Total: 5000 a +
- Educación inicial: 2000 a +
- Educación primaria: 2000 a +
- Educación secundaria: 1000 a +

La ciudad del Cuzco cuenta con dos de las instituciones educativas más antiguas del país como son el Seminario de San Antonio Abad y el colegio San Francisco de Borja, emplazada en una colina a una cuadra de la plaza de Armas. San Francisco de Borja fue la primera escuela fundada por los conquistadores españoles en esta ciudad y fue destinada para la educación de los hijos de los caciques mientras que San Bernardo estuvo destinada a la educación de los hijos de españoles. Ambas instituciones fueron administradas durante la colonia por la Compañía de Jesús. De la misma forma, en el siglo XVII se fundaron en el Cusco las universidades de San Ignacio de Loyola y de San Antonio Abad. La primera cerró luego de la expulsión de los jesuitas en el siglo XVIII mientras que la segunda sigue existiendo en la actualidad. Asimismo, en los primeros años de la vida republicana, el libertador Simón Bolívar fundó tanto el Colegio Nacional de Ciencias que fue durante muchos una institución paradigmática en la educación cusqueña y nacional como el colegio Educandas para la educación de mujeres.
Actualmente la ciudad cuenta con varias instituciones educativas que cubren los niveles primarios y secundarios, destacando los colegios religiosos particulares San Antonio Abad (parte del Seminario que fuera fundado en 1598), el San Francisco de Asís fundado en el siglo XVII, Salesiano, La Merced, San José Obrero, Santa Ana y La Salle; así como los nacionales listados como "instituciones educativas emblemáticas" Inca Garcilaso de la Vega y Clorinda Matto de Turner
Universidades
- Universidad Nacional de San Antonio Abad del Cusco
- Universidad Andina del Cusco
- Universidad Alas Peruanas (filial Cusco)
- Universidad Peruana Austral del Cusco
- Universidad Tecnológica de los Andes
- Universidad San Ignacio de Loyola
- Universidad Nacional de Bellas Artes "Diego Quispe Tito"
- Universidad Privada TELESUP

Instituciones de idiomas
- Escuela de la Lengua Quechua
- Academia Real del Español
- Centro de Idiomas de la UNSAAC
- Centro de Idiomas de la UAC
- Instituto Cultural Peruano Norteamericano del Cusco
- Centro Culturale Italiano
- Alianza Francesa

## Cultura

### Cine
El Festival Internacional de Cortometrajes o (FENACO) fue un certamen cinematográfico internacional importante del sur del Perú, se realizaba cada mes de noviembre desde el 2004 en la ciudad imperial del Cuzco.
En su origen fue un evento nacional dedicado al formato de cortometraje (hasta 30 minutos de duración), con muestras internacionales, de ahí su nombre FENACO (Festival Nacional de Cortometrajes), nombre popularizado en el Perú y el mundo para reconocer el festival. Pero dada la acogida y respuesta de cineastas, productoras y distribuidoras de diferentes países, evolucionó hasta convertirse en festival internacional, llegando en su sexta edición a los 354 cortometrajes en competencia, de 37 países.

### Gastronomía
La gastronomía del Cusco se refiere al conjunto de platos típicos de la ciudad de Cusco ubicada en el departamento del Cusco, en los Andes surorientales del Perú. Esta gastronomía presenta una diversificada cantidad de platos producto del mestizaje y fusión de su tradición preincaica, incaica, colonial y moderna. Es una variación de la gastronomía andina peruana, aunque mantiene algunos rasgos culturales típicos del sur peruano.

### Música
Centro Qosqo de Arte Nativo

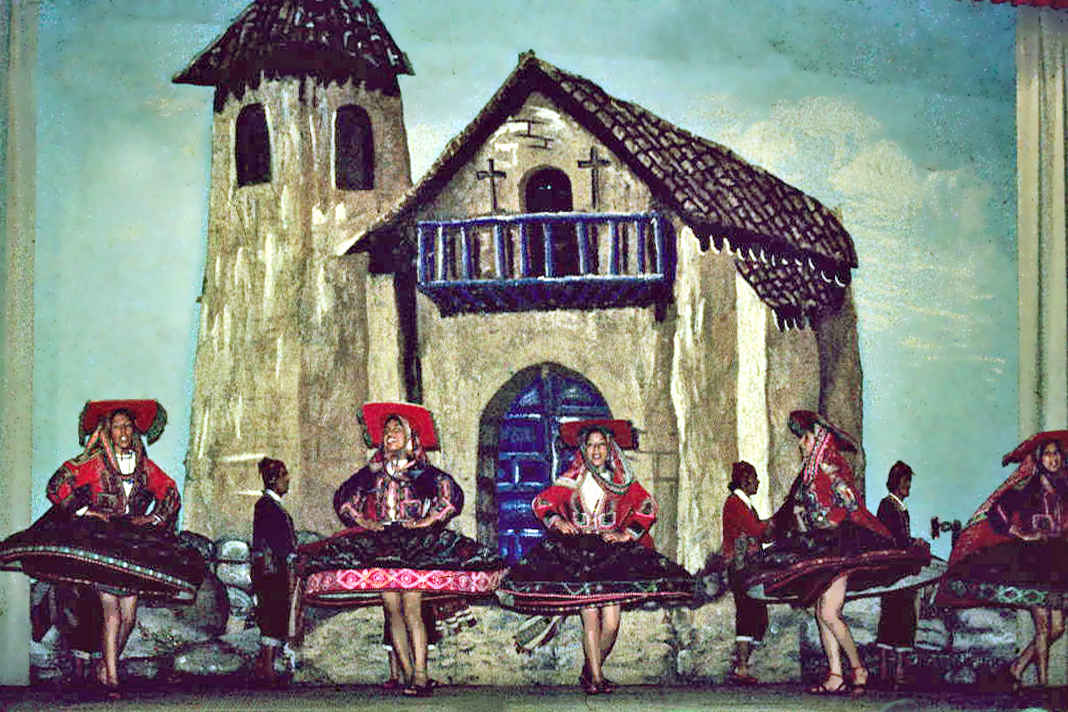
Actuación en 1981 en el Centro Qosqo de Arte Nativo

Institución folclórica constituida en 1924. Es considerada como la institución folclórica más importante de la ciudad y fue reconocida por el gobierno peruano como la primera institución folclórica del país y por el gobierno regional como Patrimonio Cultural Vivo de la región Cusco.
Orquesta Sinfónica del Cusco
Es un elenco artístico estable de la Dirección Desconcentrada de Cultura del Gobierno Regional del Cusco creada por Resolución Directoral n.º 021/INC-Cusco del 10 de marzo de 2009. Realiza más de 50 conciertos al año, utiliza el Teatro Municipal del Cusco.

## Deporte

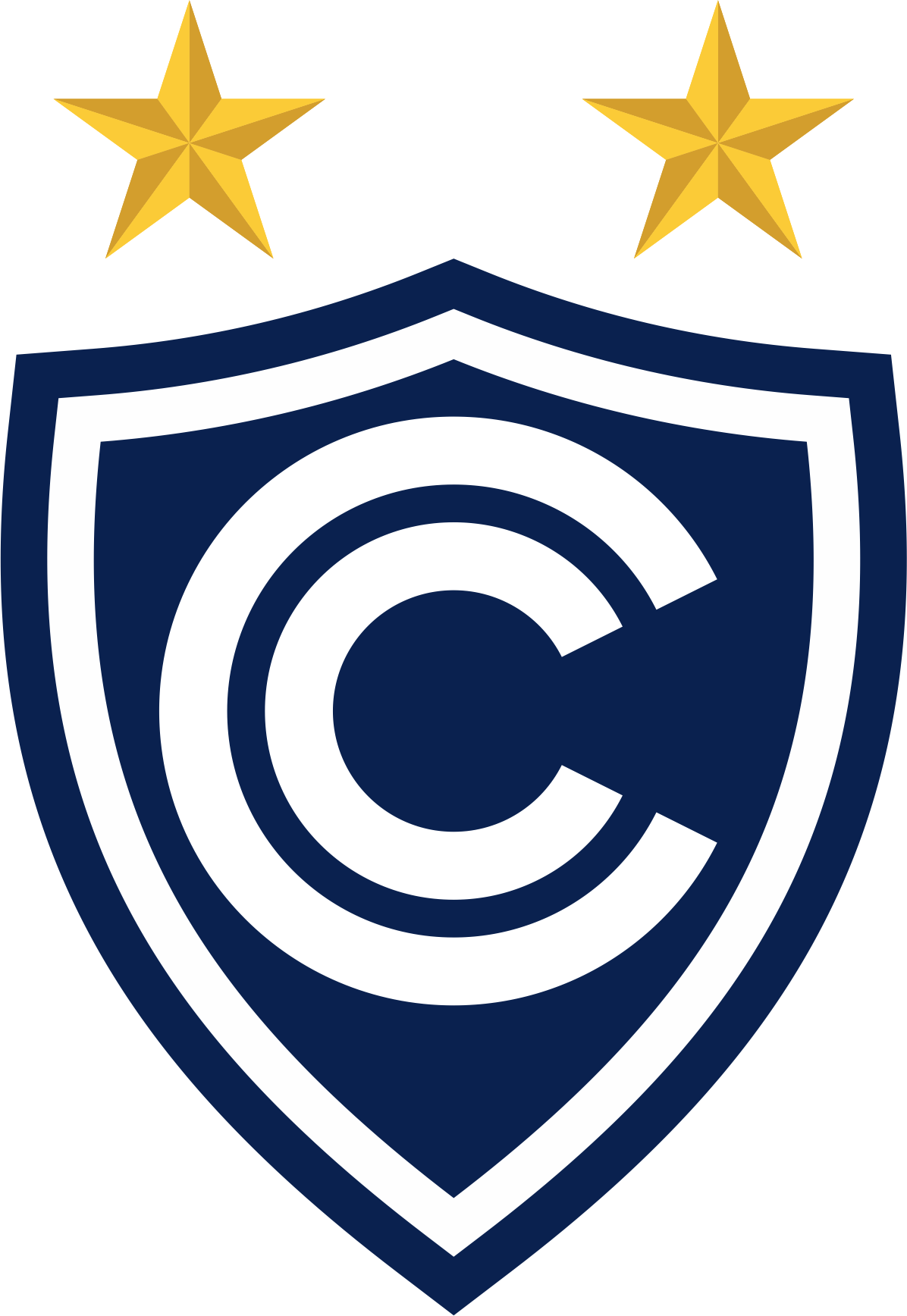
Escudo del Cienciano. Las dos estrellas simbolizan los trofeos internacionales que obtuvo en los años 2003 y 2004

### Fútbol
Entre otros eventos, la ciudad Imperial fue sede de la Copa América 2004 donde se jugó un solo encuentro por el tercer puesto entre la selección de Colombia y Uruguay.
El deporte más practicado en la ciudad es el fútbol, cuyos principales equipos son cuatro.
El Cienciano que participa en la Liga 1 (Primera División) y que en 2003 resultó Campeón de la Copa Sudamericana para luego, en 2004 ganar el título de Campeón de la Recopa Sudamericana, siendo hasta el momento el único equipo peruano en ganar torneos internacionales.
Otro equipo histórico es el Deportivo Garcilaso, que ascendió a la Liga 1 tras campeonar la Copa Perú 2022. 
Y por último está el Cusco Fútbol Club, club fundado en el año 2009 con el nombre Real Garcilaso, y que jugó en la Primera División desde 2012 hasta 2021 tras haber ganado la Copa Perú en 2011. En el año 2022 volvió a ascender a Liga 1 después de coronarse en la Segunda División de Perú. 
| Clubes de fútbol        |           |                      |                  |
| Equipo                  | Fundación | Estadio              | Liga             |
| Cienciano               | 1901      | Garcilaso de la Vega | Primera División |
| Deportivo Garcilaso     | 1957      | Garcilaso de la Vega | Primera División |
| Cusco FC                | 2009      | Garcilaso de la Vega | Primera División |
| Universitario del Cusco | 1903      | Universitario        | Copa Perú        |

### Infraestructura deportiva
La ciudad cuenta con la infraestructura básica para la práctica deportiva entre los que se pueden destacar los siguientes:
- Wánchaq
  - Estadio Inca Garcilaso de la Vega
  - Coliseo Cerrado "Casa de la Juventud"
  - Parque Zonal Wánchaq
  - Estadio El Hueco
  - Piscina de Wánchaq
  - Piscina Temperada
  - Parque Marianito Ferro
  - Coliseo Uriel García
- Cercado del Cuzco
  - Club Internacional (tenis y tiro)
  - Estadio de la UNSAAC
  - Centro de Básquet Qoricancha
  - Parque Umanchata
  - Estadio del colegio Garcilaso
- San Sebastián
  - Parque Zonal San Sebastián
  - Parque Cachimayo
- Santiago
  - Estadio de Huancaro

## Títulos honoríficos
La ciudad ha recibido varios títulos honoríficos. Estos son:
- Primera ciudad y primer voto de todas las ciudades y villas de la Nueva Castilla.

Otorgada en Madrid por Real Cédula de Carlos V, el 24 de abril de 1540.
- La muy insigne, muy noble, leal y fidelísima ciudad del Cuzco, la más principal y cabeza los reinos del Perú.

Otorgada en Madrid por Real Cédula de Carlos V el 19 de julio de 1540.
- Capital Arqueológica de América.[88]

Otorgado en el XXV Congreso Internacional de Americanistas celebrado en La Plata, Argentina en 1933. Este título fue respaldado por el Congreso de la República del Perú mediante Ley n.º 7688 del 23 de enero de 1933.
- Herencia cultural del mundo[81]

Otorgado por la Séptima Convención de Alcaldes de las Grandes Ciudades del Mundo, reunida en Milán, Italia el 19 de abril de 1978.
- Patrimonio cultural de la Humanidad[81]

Otorgado por la Unesco en París, Francia el 9 de diciembre de 1983.
- Patrimonio Cultural de la Nación[81]

Otorgado mediante Ley n.º 23765 del 30 de diciembre de 1983. Esta misma Ley denomina en su artículo 3.º a la Ciudad del Cuzco como Capital Turística del Perú.
- Capital histórica del Perú[81]

Otorgado por el artículo 49.º de la Constitución Política del Perú de 1993.
- Capital histórica de Latinoamérica[81]

Otorgado por el Congreso latinoamericano de Regidores y Concejales, en la ciudad del Cuzco, en el mes de noviembre de 2001.
- Capital Americana de la Cultura[81]

Otorgado por la Organización Capital Americana de la Cultura en el 2007.

## Ciudades hermanas
Desde los años 80 del siglo XX, la Municipalidad Provincial del Cuzco ha celebrado acuerdos de "hermandad" con 22 ciudades con las que se encuentra unida por vínculos históricos, culturales y de tradición.
Las ciudades hermanas son:
| - La Paz, Bolivia (1 de marzo de 1984) - Baguió, Filipinas (8 de marzo de 1984) - Samarcanda, Uzbekistán (4 de agosto de 1986) - Ciudad de México, México (17 de junio de 1987) - Kioto, Japón (19 de septiembre de 1987) - Cracovia, Polonia (8 de septiembre de 1988) - Jersey City, Estados Unidos (8 de septiembre de 1988) - Chartres, Francia (21 de octubre de 1989) - Kaesong, Corea del Norte (22 de octubre de 1990) - Atenas, Grecia (19 de septiembre de 1991) - Santa Bárbara, Estados Unidos (29 de agosto de 1992) - Moscú, Rusia (23 de junio de 1993) - La Habana, Cuba (22 de noviembre de 1993) - Belén, Palestina (22 de octubre de 1993) - Jerusalén, Israel (23 de marzo de 1996) | - Copán, Honduras (11 de abril de 1996) - Xi'an, China (21 de junio de 1998) - Potosí, Bolivia (22 de junio de 1998) - Cuenca, Ecuador (14 de marzo de 2000) - Río de Janeiro, Brasil (10 de octubre de 2003) - Puebla de Zaragoza, México (27 de abril de 2006) - Tempe (Arizona), Estados Unidos (2012) - Distrito Metropolitano de Quito, Ecuador (9 de abril de 2012) - Posadas, España (13 de enero de 2014) - Guelph, Canadá (2 de diciembre de 2018) - Quetzaltenango, Guatemala (14 de diciembre de 2018) - San Miguel de Allende, México (21 de agosto de 2021) - Madison (Wisconsin), Estados Unidos (enero de 2022) - Kaiping, China (9 de agosto de 2022) - Sucre, Bolivia (14 de diciembre de 2022) |

| Predecesor: Córdoba | Capital Americana de la Cultura 2007 | Sucesor: Brasilia |